# RFID

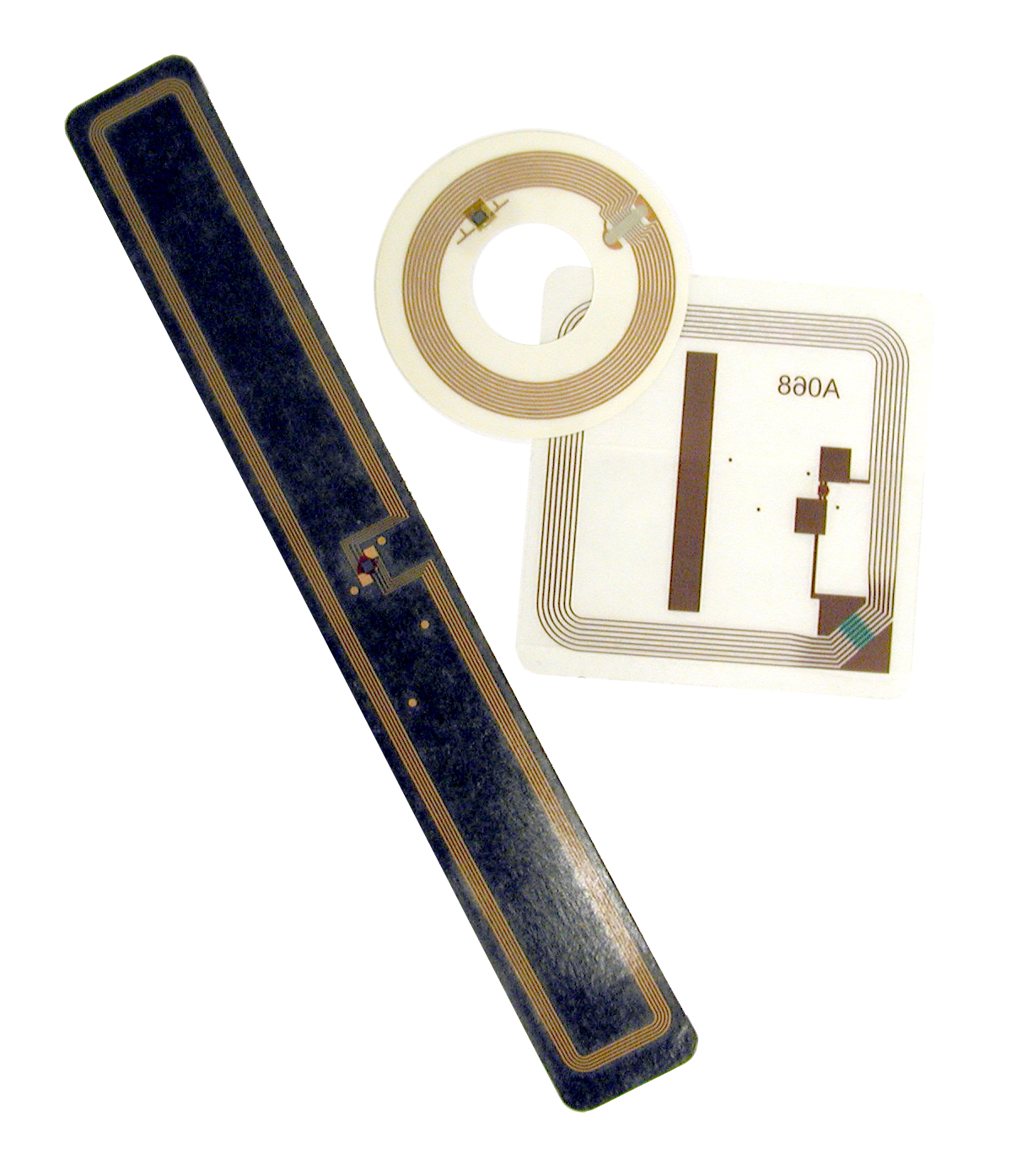
Verschiedene RFID-Transponder

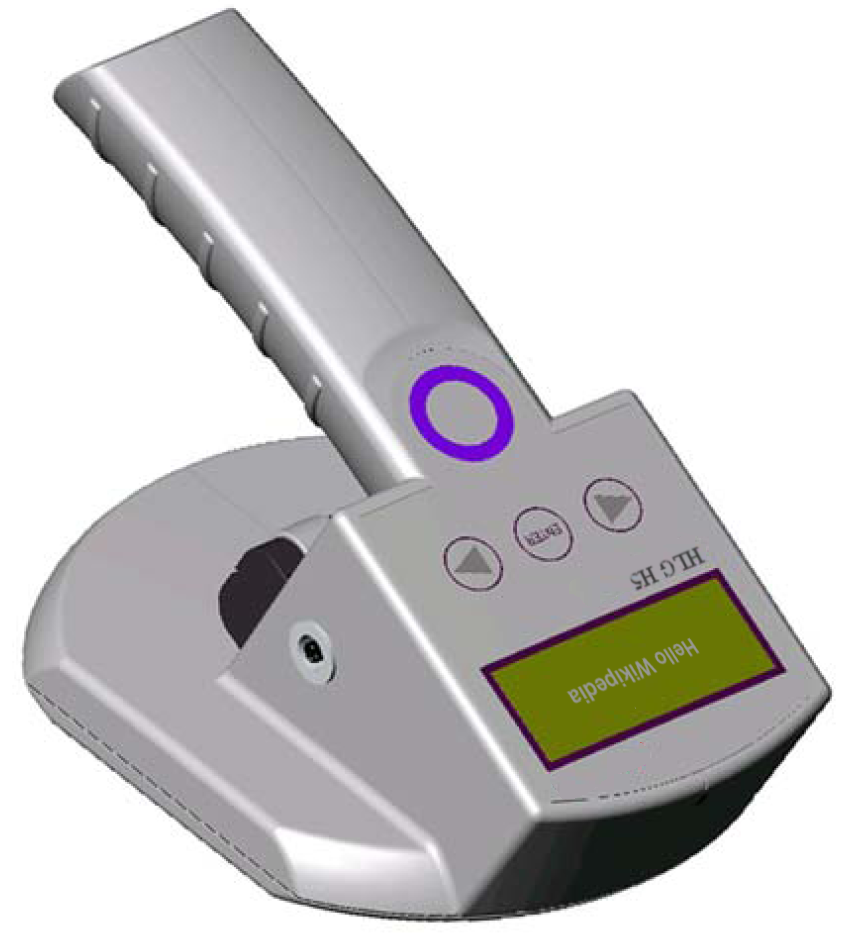
Universelles RFID-Handlesegerät für 125 kHz, 134 kHz und 13,56 MHz; optional Barcode

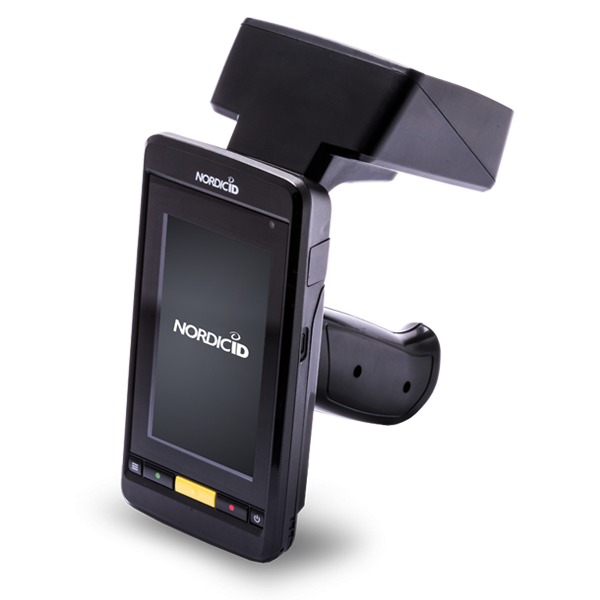
Gerät für UHF Tags, 630 mW Leistung

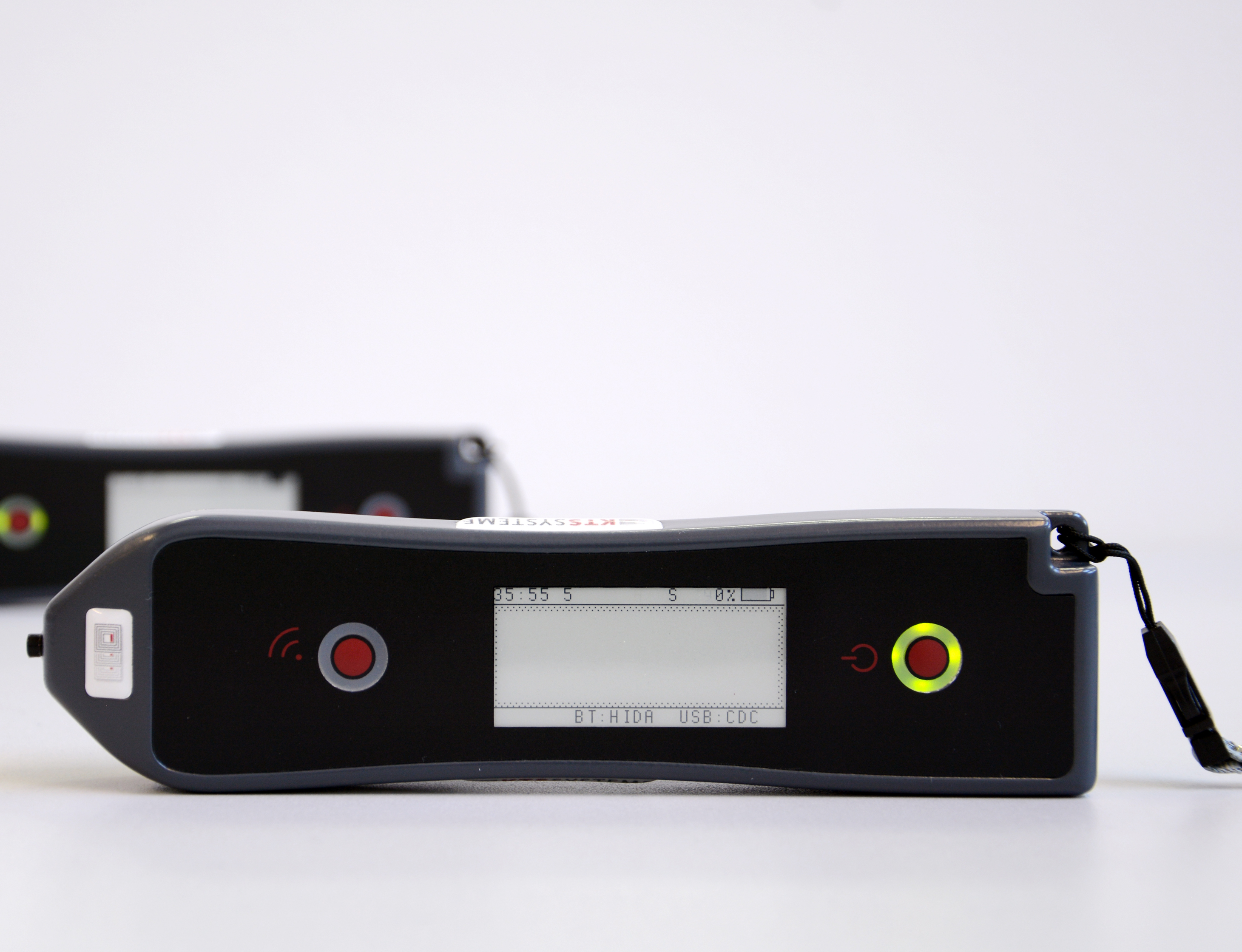
RFID-Bluetooth-Handlesegerät für 13,56 MHz, mit Ferritantenne zum Auslesen sehr kleiner Transponder aus Metall

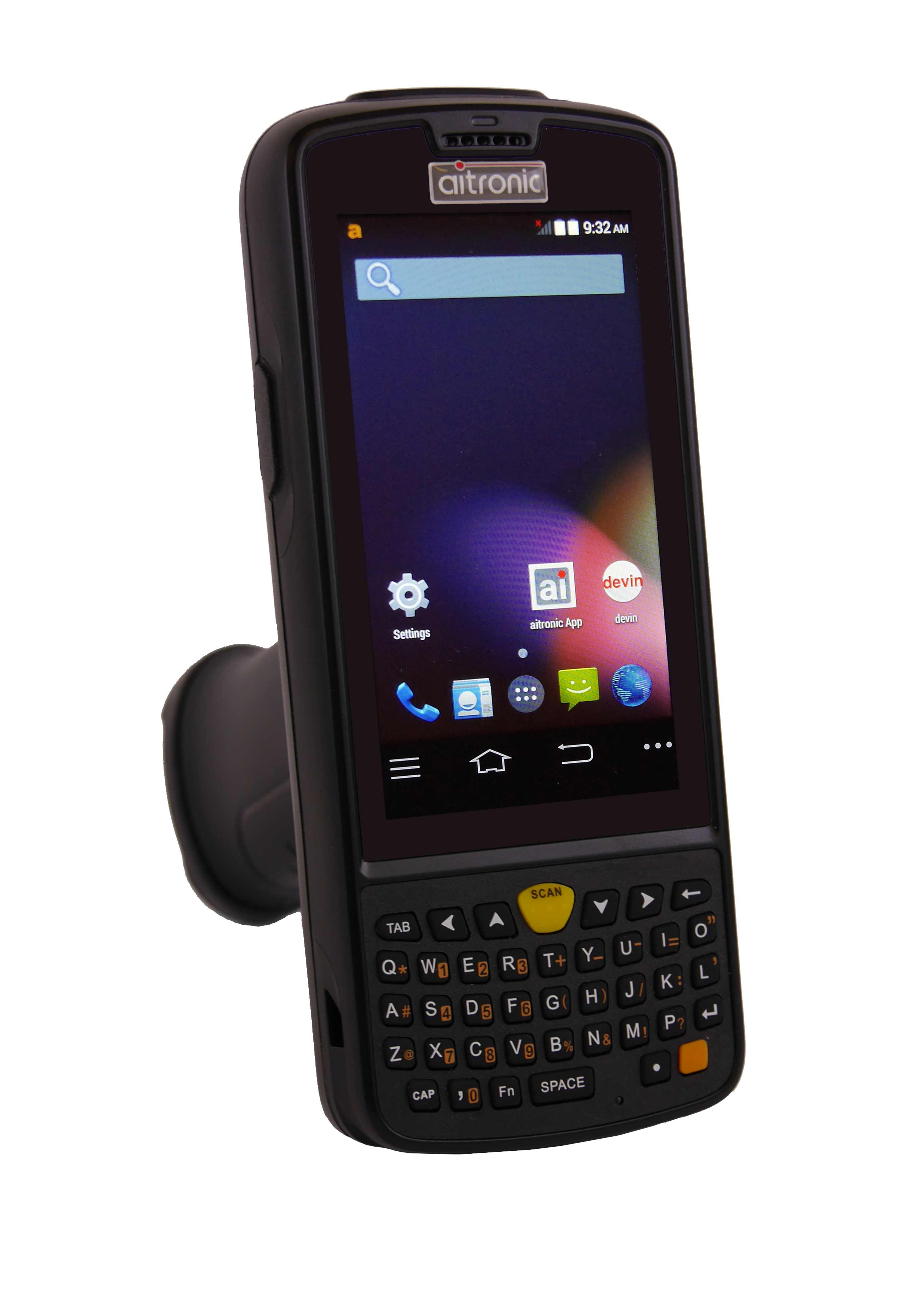
Mobiles Android-5.1-Gerät mit LF- und HF-RFID in einem Gerät

RFID (englisch radio-frequency identification [ˈɹeɪdɪəʊ ˈfɹiːkwənsi aɪˌdɛntɪfɪˈkeɪʃn̩] „Identifizierung mit Hilfe elektromagnetischer Wellen“) bezeichnet eine Technologie für Sender-Empfänger-Systeme zum automatischen und berührungslosen Identifizieren und Lokalisieren von Objekten und Lebewesen mit Radiowellen.
Ein RFID-System besteht aus einem Transponder (umgangssprachlich auch Funketikett genannt), der sich am oder im Gegenstand bzw. Lebewesen befindet und einen kennzeichnenden Code enthält, sowie einem Lesegerät zum Auslesen dieser Kennung.
RFID-Transponder können so klein wie ein Reiskorn sein und implantiert werden, etwa bei Haustieren. Darüber hinaus besteht die Möglichkeit, RFID-Transponder über ein spezielles Druckverfahren stabiler Schaltungen aus Polymeren herzustellen. Die Vorteile dieser Technik ergeben sich aus der Kombination der geringen Größe, der unauffälligen Auslesemöglichkeit (z. B. bei dem am 1. November 2010 neu eingeführten Personalausweis in Deutschland) und dem geringen Preis der Transponder (teilweise im Cent-Bereich).
Die Kopplung geschieht durch vom Lesegerät erzeugte magnetische Wechselfelder in geringer Reichweite oder durch hochfrequente Radiowellen. Damit werden nicht nur Daten übertragen, sondern auch der Transponder mit Energie versorgt. Zur Erreichung größerer Reichweiten werden aktive Transponder mit eigener Stromversorgung eingesetzt, die jedoch mit höheren Kosten verbunden sind.
Das Lesegerät enthält eine Software (ein Mikroprogramm), die den eigentlichen Leseprozess steuert, und eine RFID-Middleware mit Schnittstellen zu weiteren EDV-Systemen.

## Entwicklungsgeschichte
Die ersten RFID-Anwendungen wurden Ende des Zweiten Weltkrieges im Luftkrieg zwischen Großbritannien und Deutschland eingesetzt. Dort diente ein Sekundärradar zur Freund-Feind-Erkennung. In den Flugzeugen und Panzern waren Transponder und Leseeinheiten angebracht, um zu erkennen, ob die zu beschießende Stellung oder die anfliegenden Flugzeuge anzugreifen waren oder nicht. Bis heute werden Nachfolgesysteme in den Armeen eingesetzt. Harry Stockman gilt als derjenige, der die Grundlagen von RFID mit seiner Veröffentlichung „Communication by Means of Reflected Power“ im Oktober 1948 gelegt hat.
Ende der 1960er Jahre wurde als eine von vielen proprietären Lösungen die „Siemens Car Identification“, kurz SICARID, entwickelt. Damit war es möglich, zunächst Eisenbahnwagen und später Autoteile in der Lackiererei eindeutig zu identifizieren. Eingesetzt wurde es bis in die 1980er Jahre. Die Identifikationsträger waren Hohlraumresonatoren, die durch das Eindrehen von Schrauben einen Datenraum von 12 bit abdecken konnten. Abgefragt wurden sie durch eine lineare Frequenzrampe. Diese Hohlraumresonatoren können als erste rein passive und elektromagnetisch abfragbare Transponder betrachtet werden. Der erste passive Backscatter-Transponder der heute noch verwendeten Bauart mit eigener digitaler Logikschaltung wurde erst 1975 in einem IEEE-Aufsatz vorgestellt.
In den 1970er Jahren wurden die ersten primitiven kommerziellen Vorläufer der RFID-Technik auf den Markt gebracht. Es handelte sich dabei um elektronische Warensicherungssysteme (engl. Electronic Article Surveillance, EAS). Durch Prüfung auf Vorhandensein der Markierung kann bei Diebstahl ein Alarm ausgelöst werden. Die Systeme basierten auf Hochfrequenztechnik bzw. niedrig- oder mittelfrequenter Induktionsübertragung.
Das Jahr 1979 brachte zahlreiche neue Entwicklungen und Einsatzmöglichkeiten für die RFID-Technik. Ein Schwerpunkt lag dabei auf Anwendungen für die Landwirtschaft, wie beispielsweise Tierkennzeichnung, z. B. für Brieftauben, Nutzvieh und andere Haustiere.
Gefördert wurde die Anwendung der RFID-Technik seit den 1980er Jahren besonders durch die Entscheidung mehrerer amerikanischer Bundesstaaten sowie Norwegens, RFID-Transponder im Straßenverkehr für Mautsysteme einzusetzen. In den 1990ern kam RFID-Technik, wie bspw. der E-ZPass, in den USA verbreitet für Mautsysteme zum Einsatz.
Es folgten neue Systeme für elektronische Schlösser, Zutrittskontrollen, bargeldloses Zahlen, Skipässe, Tankkarten, elektronische Wegfahrsperren und so weiter.
1999 wurde mit Gründung des Auto-ID-Centers am MIT die Entwicklung eines globalen Standards zur Warenidentifikation eingeläutet. Mit Abschluss der Arbeiten zum Electronic Product Code (EPC) wurde das Auto-ID Center 2003 geschlossen. Gleichzeitig wurden die Ergebnisse an die von Uniform Code Council (UCC) und EAN International (heute GS1 US und GS1) neu gegründete EPCglobal Inc. übergeben.
2006 ist es Forschern des Fraunhofer-Instituts für Fertigungstechnik und Angewandte Materialforschung (IFAM) in Bremen erstmals gelungen, temperaturunempfindliche RFID-Transponder in metallische Bauteile aus Leichtmetall einzugießen. Durch diese Verfahrensentwicklung ist es möglich, die herkömmlichen Methoden zur Produktkennzeichnung von Gussbauteilen durch die RFID-Technologie zu ersetzen und die RFID-Transponder direkt während der Bauteilherstellung im Druckgussverfahren in dem Bauteil zu integrieren. 2011 gab das IFAM bekannt, dass es auch gelungen sei, einen RFID-Chip mit dem generativen Fertigungsverfahren des Laserschmelzens in chirurgische Instrumente mit komplexem Innenleben zu integrieren.

## Technik
Die RFID-Transponder unterscheiden sich je nach Übertragungsfrequenz, Hersteller und Verwendungszweck voneinander. Ein RFID-Transponder besteht aus einer Antenne, einer Elektrischen Schaltung zum Empfangen und Senden (Transceiver) und einem digitalen Schaltkreis mit Speicher. Die gesamte Elektronik ist oft in einem einzigen Mikrochip integriert.
RFID-Transponder verfügen über einen mindestens einmal beschreibbaren Speicher, der ihre unveränderliche Identität enthält. Werden mehrfach beschreibbare Speicher eingesetzt, können während der Lebensdauer weitere Informationen abgelegt werden.
Nach Anwendungsgebiet unterscheiden sich Kennzahlen, wie z. B. Taktfrequenz, Übertragungsrate, Lebensdauer, Kosten pro Einheit, Speicherplatz, Lesereichweite und Funktionsumfang.

### Funktionsweise
Die Übertragung der Identinformation erfolgt bei Systemen, die nach ISO 18000-1 ff. genormt sind, folgendermaßen: Das Lesegerät (Reader), das je nach Typ ggf. auch Daten schreiben kann, erzeugt ein hochfrequentes elektromagnetisches Wechselfeld, dem der RFID-Transponder (RFID-Tag; von engl. tag: Etikett, Anhängezettel) ausgesetzt wird. Die von ihm über die Antenne aufgenommene Hochfrequenzenergie dient während des Kommunikationsvorganges als Stromversorgung für seinen Chip. Bei aktiven Tags kann die Energieversorgung auch durch eine eingebaute Batterie erfolgen. Bei halb-aktiven Tags übernimmt die Batterie lediglich die Versorgung des Mikrochips.
Der so aktivierte Mikrochip im RFID-Tag decodiert die vom Lesegerät gesendeten Befehle. Die Antwort codiert und moduliert das RFID-Tag in das eingestrahlte elektromagnetische Feld durch Feldschwächung im kontaktfreien Kurzschluss oder gegenphasige Reflexion des vom Lesegerät ausgesendeten Feldes. Damit überträgt das Tag seine Seriennummer (UID), weitere Daten des gekennzeichneten Objekts oder andere vom Lesegerät abgefragte Information. Das Tag erzeugt selbst also kein Feld, sondern beeinflusst das elektromagnetische Sendefeld des Readers.
Die RFID-Tags arbeiten je nach Typ im Bereich der Langwelle bei 125 kHz, 134 kHz, 250 kHz, der Mittelwelle bei 375 kHz, 500 kHz, 625 kHz, 750 kHz, 875 kHz, der Kurzwelle (HF) bei 13,56 MHz, der UHF bei 865–869 MHz (europäische Frequenzen) bzw. 950 MHz (US-amerikanische und asiatische Frequenzbänder) oder der SHF bei 2,45 GHz und 5,8 GHz. Die freigegebenen Frequenzen für LF- und UHF-Tags unterscheiden sich regional für Asien, Europa und Amerika und sind von der ITU koordiniert.
HF-Tags verwenden Lastmodulation, das heißt, sie verbrauchen durch Kurzschließen einen Teil der Energie des magnetischen Wechselfeldes. Dies kann das Lesegerät, theoretisch aber auch ein weiter entfernter Empfänger, detektieren. Die Antennen eines HF-Tags bilden eine Induktionsspule mit mehreren Windungen.
UHF-Tags hingegen arbeiten im elektromagnetischen Fernfeld zum Übermitteln der Antwort; das Verfahren nennt man modulierte Rückstreuung. Die Antennen sind meist lineare, gefaltete Dipole oder spiralig, der Chip sitzt in der Mitte zwischen der Antenne des RFID-Tags.
Damit ein Tag sowohl horizontal als auch vertikal gelesen werden kann, verwendet man häufig zirkulare Polarisation. Diese reduziert zwar das Signal-Rausch-Verhältnis, dafür ist irrelevant, in welcher Orientierung das Tag auf die Ware geklebt wird. Da Wasser die UHF-Energie sehr stark absorbiert und Metall diese elektromagnetischen Wellen sehr stark reflektiert, beeinflussen diese Materialien die Ausbreitung der Antennenfelder. Weiterhin ‚verstimmen‘ dielektrische Untergrundmaterialien die Resonanzfrequenz der Antennen, daher ist es notwendig, UHF-Tags genau auf die Materialien der gekennzeichneten Objekte abzustimmen.
Die UHF- oder SHF-Technik sind wesentlich komplexer ausgelegt als die LF- oder HF-Technik. Aufgrund ihrer Schnelligkeit können UHF- und SHF-Tags bei einer Passage erheblich längere Datensätze übertragen.
Ein passiver UHF-Tag nach ISO/IEC 18000–6C benötigt für den Chip zum Beispiel einen Betriebsstrom von etwa 0,35 Mikroampere. Diesen liefert das Strahlungsfeld des Readers. Da die Intensität quadratisch mit der Entfernung abnimmt, muss der Reader entsprechend stark senden. Es sind zwischen 0,5 und 2 Watt EIRP-Sendeleistung erforderlich. Semiaktive Tags kommen mit sehr viel weniger Sendeleistung des Readers aus.
Für komplexere Anwendungen können auch Kryptographiemodule oder externe Sensoren wie z. B. GPS in den RFID-Transponder integriert sein.
Die RFID-Sende-Empfangseinheiten unterscheiden sich in Reichweite, Funktionsumfang und der Bauform. Sie sind zum Beispiel in Regale oder Personenschleusen (Zugangssicherung, Toreinfahrten) eingebaut.
Die Vielzahl von unterschiedlichen Geräten und Etiketten ist im Rahmen der verschiedenen Normen (ISO/IEC-Standards ISO/IEC 18000-x) vollständig kompatibel. Es werden jedoch laufend neue proprietäre Lösungen vorgestellt, die von diesen Standards abweichen und zum Teil auch nicht gleichzeitig in einer Nachbarschaft verwendet werden können.
Es kann zu Problemen kommen, wenn der RFID-Transponder direkt an einem Erzeugnis sitzt, das elektromagnetisch schlecht mit dem ausgewählten Tag verträglich ist. Um elektromagnetische Anpassungsprobleme zu umgehen, werden in der Logistik u. a. sogenannte Flap- oder Flag-Tags eingesetzt, die im rechten Winkel vom gekennzeichneten Artikel abstehen und so einen größeren Abstand von diesem haben.
Der Leseerfolg (Lesequote) einer RFID-Lösung kann von einer Vielzahl von Fehlern beeinflusst werden (Tag defekt, elektromagnetische Störeinflüsse, Bewegung in der falschen Richtung, zu schnell oder zu dicht nacheinander usw.).

### Bauformen und Baugrößen
Transponder bestehen aus:

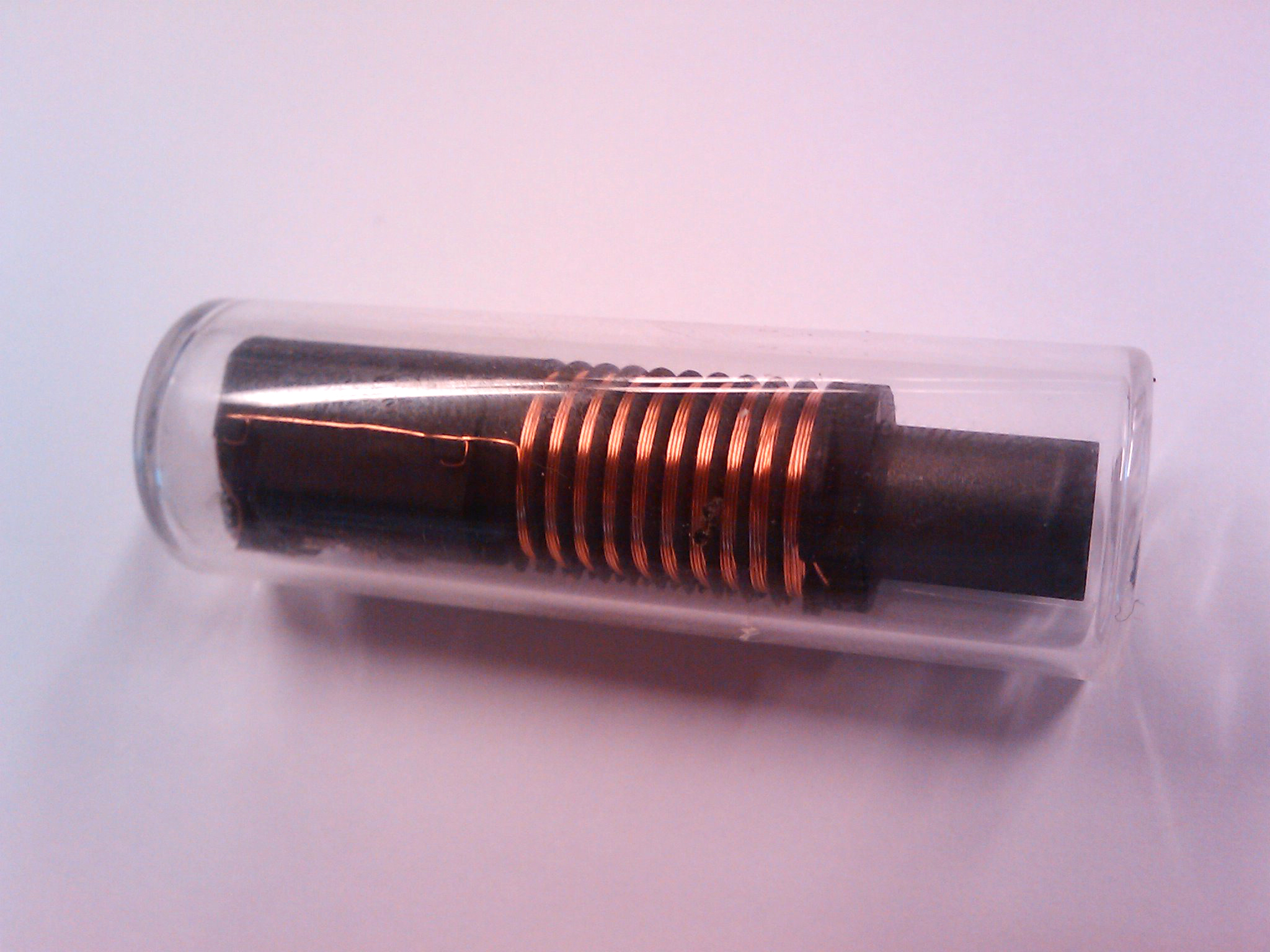
125-kHz-Transponder mit Spule auf Ferritkern

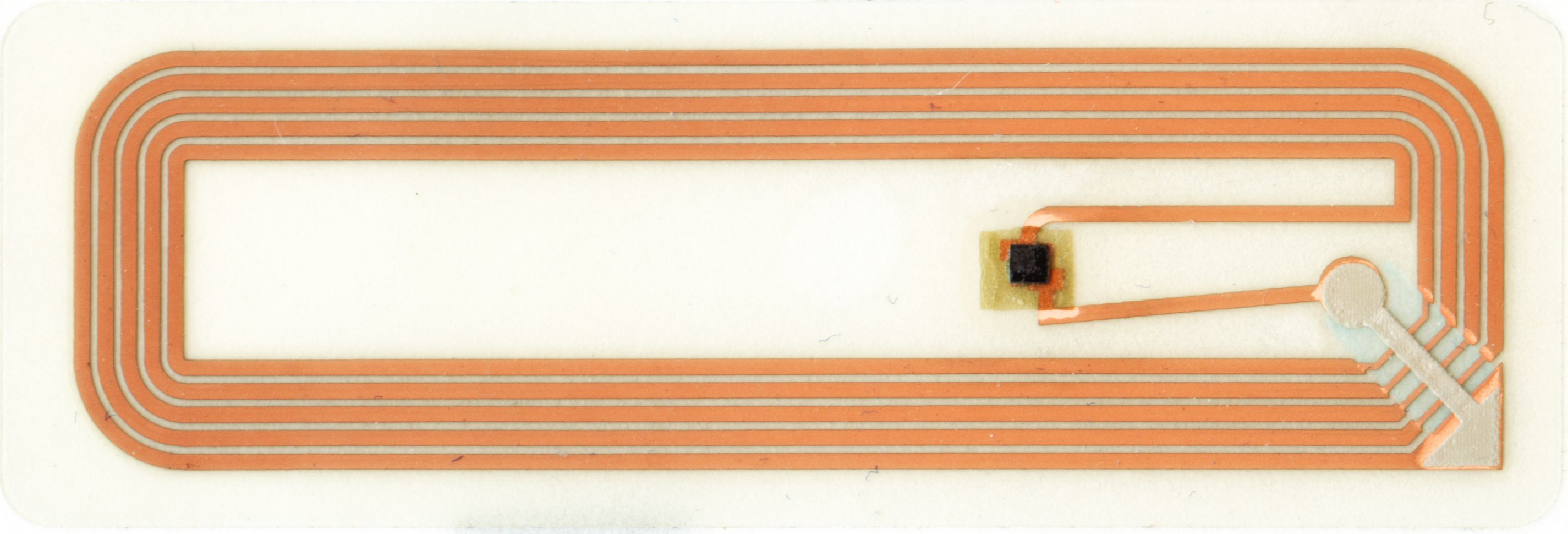
13,56-MHz-Transponder mit gedruckter Spule

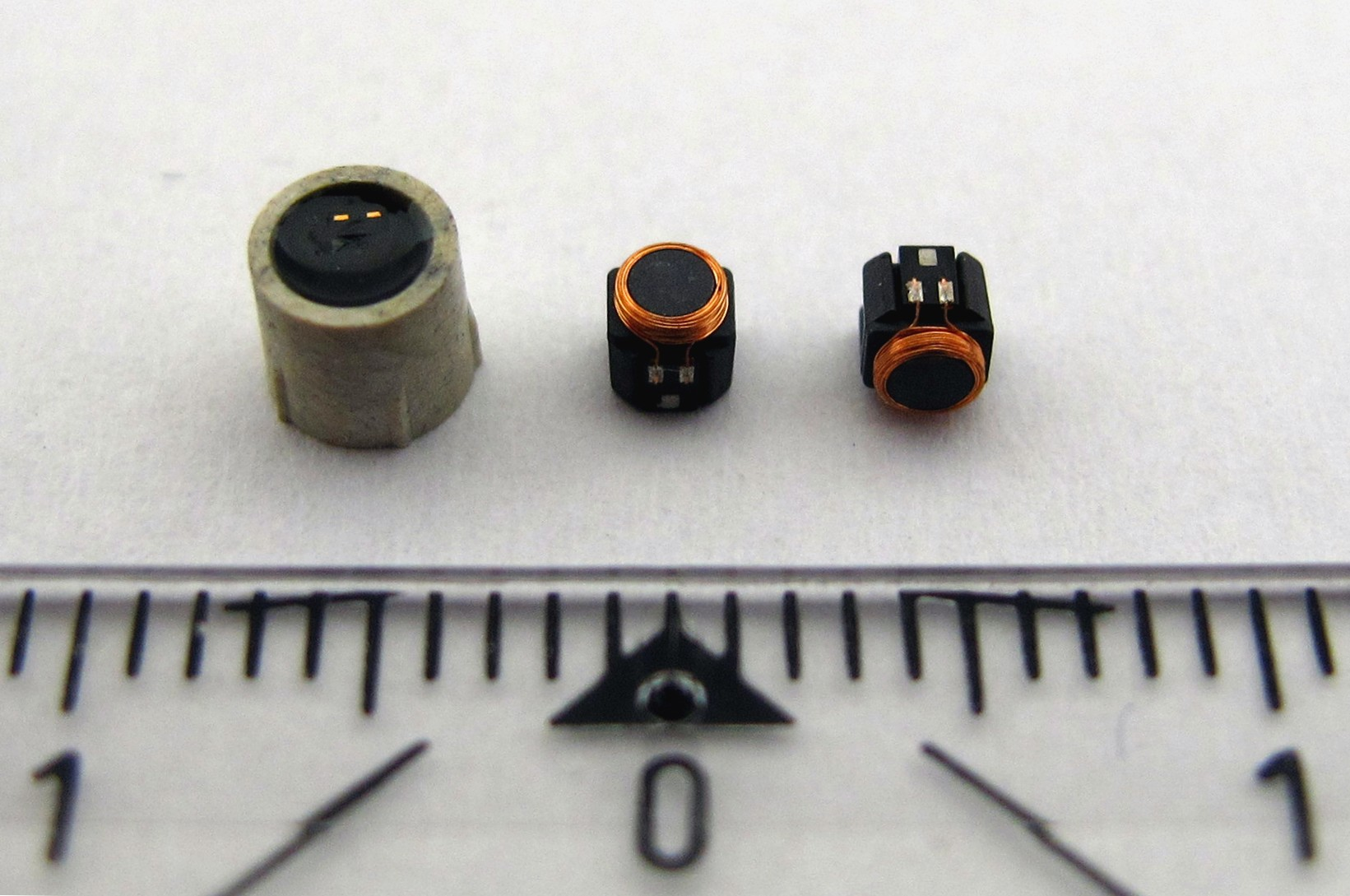
13,56-MHz-Transponder nach ISO 15693, Miniaturausführung

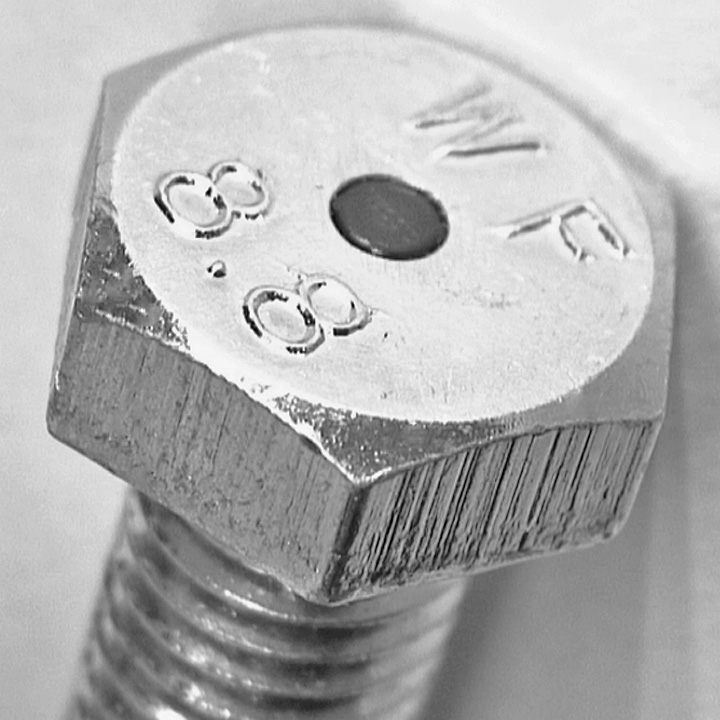
Nahaufnahme eines Schraubenkopfes mit zentrisch eingepresstem 13,56-MHz-Transponder

- Mikrochip, mit einem Durchmesser von ungefähr einem Millimeter.
- Antenne, meist eine Spule. Bei Miniaturtranspondern beträgt der Durchmesser der Antennen oft nur wenige Millimeter, bei Anwendungen mit größeren Reichweiten kommen Antennendurchmesser von bis zu einem halben Meter vor.
- Träger oder Gehäuse, das die Transponderelektronik vor Umgebungseinflüssen schützt.
- Bei aktiven und semi-aktiven Transpondern eine Energiequelle, meist eine Batterie. Bei passiven Transpondern erfolgt die Energieversorgung über die Antenne von außen.

Maßgeblich für die Baugröße sind die Ausdehnung der Antenne sowie das Gehäuse. Der Mikrochip kann vergleichsweise klein gefertigt werden. Bis auf die Antenne werden alle benötigten elektronischen Bauelemente im Mikrochip integriert.
Die Form und Größe der Antenne ist abhängig von der Frequenz bzw. Wellenlänge und Anwendung. Je nach geforderter Anwendung werden Transponder in unterschiedlichen Bauformen, Größen und Schutzklassen angeboten. Die Reichweite von passiven Transpondern ist neben der Frequenz maßgeblich von der Antennen- oder Spulengröße (Inlaygröße) abhängig. Die Reichweite sinkt sowohl bei UHF als auch bei HF mit kleineren Antennen rapide ab.
Aktive RFID-Transponder können, je nach Einsatzgebiet, die Größe eines Buchs besitzen (z. B. in der Containerlogistik). Demgegenüber ist es heute auch möglich, passive RFID-Transponder zu fertigen, die flach genug sind, um in Geldscheinen oder Papier eingelassen zu werden. Kleine Versionen für 2,4 GHz sind beispielsweise 50 × 50 µm groß.
Transponder wurden zu Beginn der Entwicklung um 1980 zunächst vorwiegend als „LF 125 kHz passive“ produziert und eingesetzt. ISOCARD- und CLAMSHELL-Card-Bauformen aus dem LF-125-kHz-Bereich sind die weltweit am häufigsten verwendeten Bauformen im Bereich Zutrittskontrolle und Zeiterfassung. Genauso existieren auch Bauformen, die im Autoschlüssel eingebaut sind (Wegfahrsperre) bzw. als Implantate, Pansenboli oder Ohrmarken zur Identifikation von Tieren dienen. Zudem gibt es die Möglichkeit zur Integration in Nägel oder PU-Disk-TAGs zur Palettenidentifikation, in Chipcoins (Abrechnungssysteme z. B. in öffentlichen Bädern) oder in Chipkarten (Zutrittskontrolle).
Im Bereich elektronischer Fahrscheine, elektronischer Geldbörse oder elektronischer Ausweise findet die 13,56-MHz-Mifare- bzw. -ICODE-Technologie nach Standards wie ISO 15693 Anwendung. Die Transponderchips werden unter anderem von NXP Semiconductors hergestellt. In diesem Bereich gibt es auch spezielle Transponder, die direkt in metallischen Objekten wie z. B. metallische Werkzeugen eingesetzt werden können. Der Aufbau basiert auf einem Wickelkörper für die Antennenspule und Träger für den Transponderchip. Um den Transponder vor äußeren mechanischen Einflüssen und chemischen Medien zu schützen und für eine Einpressung in eine 4 mm-Lochbohrung ausreichend haltbar zu machen, sind entsprechende Gehäuseformen verfügbar. Diese Transponder, sie arbeiten ebenfalls im 13,56-MHz-Band, können allerdings aufgrund der abschirmenden Wirkung der metallischen Umgebung nur im Nahbereich ausgelesen werden. Es ist daher notwendig, das Auslesegerät und die Antennenspule in Form eines ca. 4 mm dicken Stiftes direkt auf den Transponder zu halten.

### Energieversorgung
Das deutlichste Unterscheidungsmerkmal stellt die Art der Energieversorgung der RFID-Transponder dar.
- Passive RFID-Transponder versorgen sich aus den Funksignalen des Abfragegerätes. Mit einer Spule bzw. Rectenna wird der Integrierte Schaltkreis gespeist, der das Antwortsignal zum Beispiel durch Modulation der Spulendämpfung gibt. Dies beschränkt die mögliche Reichweite. Aufgrund der geringen Kosten pro Transponder sind typische Anwendungen jene, bei denen viele Transponder gebraucht werden, beispielsweise zur Auszeichnung von Produkten oder zum Identifizieren von Dokumenten. Reichweiten von wenigen Zentimetern sind typisch.

RFID-Transponder mit eigener Energieversorgung ermöglichen höhere Reichweiten, geringere Latenzen, einen größeren Funktionsumfang, etwa eine Temperaturüberwachung von Kühltransporten, sind jedoch teurer. Daher werden sie dort eingesetzt, wo die zu identifizierenden oder zu verfolgenden Objekte selbst teurer sind, z. B. bei wiederverwendbaren Behältern (Container) oder bei Lastkraftwagen zur Mauterfassung.
Batteriebetriebene Transponder befinden sich meist im Ruhezustand (sleep modus) und senden keine Informationen aus, bevor sie durch ein spezielles Aktivierungssignal aktiviert (getriggert) werden. Das erhöht die Lebensdauer der Energiequelle auf Monate bis Jahre. Es werden zwei Arten von batteriebetriebenen RFID-Transpondern unterschieden:
- Aktive RFID-Transponder nutzen ihre Energiequelle sowohl für die Versorgung des Mikrochips als auch für das Erzeugen des modulierten Rücksignals. Die Reichweite kann – je nach zulässiger Sendeleistung – Kilometer betragen.
- Semi-aktive RFID-Transponder oder auch Semi-passive RFID-Transponder sind sparsamer, denn sie besitzen keinen eigenen Sender, sondern modulieren lediglich ihren Rückstreukoeffizienten, siehe Modulierte Rückstreuung. Dafür ist die Reichweite abhängig von Leistung und Antennengewinn des Senders auf maximal 100 m reduziert. Die anderen Vorteile gegenüber passiven Transpondern bleiben erhalten.

### Frequenzbereiche
Für den Einsatz wurden bisher verschiedene ISM-Frequenzbänder vorgeschlagen und zum Teil europaweit oder international freigegeben:
- Langwellen (LF, 30–500 kHz). Sie weisen eine geringe bis mittlere Reichweite (≤ 1 Meter) bei geringer Datenrate auf. Erkennungsraten von 35 Transpondern pro Sekunde für bis zu 800 Transpondern im Antennenfeld sind möglich. LF-Transponder sind etwas teurer in der Anschaffung, jedoch sind die Schreib-Lese-Geräte vergleichsweise günstig. Dies verschafft den LF-Systemen Kostenvorteile, sofern relativ wenige Transponder, jedoch viele Schreib-Lese-Geräte benötigt werden. Die LF-Systeme kommen mit hoher (Luft-)Feuchtigkeit und Metall zurecht und werden in vielfältigen Bauformen angeboten. Diese Eigenschaften begünstigen den Einsatz in rauen Industrieumgebungen, sie werden jedoch auch z. B. für Zugangskontrollen, Wegfahrsperren und Lagerverwaltung (häufig 125 kHz) verwendet. Einige LF-Versionen eignen sich auch für den Einsatzfall in explosionsgefährdeten Bereichen und sind ATEX-zertifiziert.
- Kurzwellen (HF, 3–30 MHz). Kurze bis mittlere Reichweite, mittlere bis hohe Übertragungsgeschwindigkeit. Mittlere bis hohe Preisklasse für Lesegeräte mit Reichweiten größer 10 cm, günstige Lesegeräte für kurze Reichweite. In diesem Frequenzbereich arbeiten die sog. Smart Tags (meist 13,56 MHz).
- Sehr hohe Frequenzen (UHF, 433 MHz (USA, DoD), 850–950 MHz (EPC und andere)). Hohe Reichweite (2–6 Meter für passive Transponder ISO/IEC 18000–6C; um 6 Meter und bis 100 m für semiaktive Transponder) und hohe Lesegeschwindigkeit. Einsatz z. B. im Bereich der manuellen, halbautomatischen, automatisierten Warenverteilung mit Paletten und Container-Identifikation (Türsiegel, License-Plates) und zur Kontrolle von einzelnen Versand- und Handelseinheiten (EPC-Tags) sowie für Kfz-Kennzeichen (bisher nur in Großbritannien). Typische Frequenzen sind 433 MHz, 868 MHz (Europa), 915 MHz (USA), 950 MHz (Japan). Durch ihren geringen Preis werden sie inzwischen auch dauerhaft auf Produkten für den Endverbraucher wie zum Beispiel Kleidung eingesetzt, ihre Reichweite von mehreren Metern verursacht jedoch manchmal falsche Lesungen durch die Leser, zum Beispiel durch Reflexionen.[10]
- Mikrowellen-Frequenzen (SHF, 2,4–2,5 GHz, 5,8 GHz und darüber). Kurze Reichweite für ausschließlich semi-aktive Transponder von 0,5 m bis 6 m bei höherer Lesegeschwindigkeit wegen hoher Passagegeschwindigkeit für Fahrzeuganwendungen (PKW in Parkhäusern, Waggons in Bahnhöfen, LKW in Einfahrten, alle Fahrzeugtypen an Mautstationen).

### Verschlüsselung
Die älteren Typen der RFID-Transponder senden ihre Informationen, wie in der Norm ISO/IEC 18000 vorgesehen, in Klartext. Neuere Modelle verfügen zusätzlich über die Möglichkeit, ihre Daten verschlüsselt zu übertragen oder Teile des Datenspeichers nicht jedem Zugriff zu öffnen. Bei speziellen RFID-Transpondern, die beispielsweise zur Zugriffskontrolle von externen mobilen Sicherheitsmedien dienen, werden die RFID-Informationen bereits nach AES-Standard mit 128-Bit verschlüsselt übertragen.

### Modulations- und Kodierungsverfahren
Keying/Modulation bezeichnet ein Verfahren, um digitale Signale über analoge Übertragungskanäle leiten zu können. Der Begriff Keying kommt aus den Anfangszeiten des Telegraphen. Modulationsverfahren sind unter anderem:
- Amplitude Shift Keying (ASK): verwendet beim proximity and vicinity coupling
- Frequency Shift Keying (FSK, 2 FSK): verwendet beim vicinity coupling
- Phase Shift Keying (PSK, 2 PSK): verwendet beim close coupling
- Phasenjittermodulation, (PJM): statistisches Modulationsverfahren und in ISO/IEC 18000-3 für die Anwendung bei RFIDs genormt.

Höhere Modulationsverfahren wie die Phasenjittermodulation werden bei RFID-Systemen dann eingesetzt, wenn sehr viele RFIDs in räumlicher Nähe nahezu zeitgleich ausgelesen werden sollen.
Die Leitungscodierung („encoding“) legt zwischen Sender und Empfänger fest, wie die digitalen Daten so umcodiert werden, um bei der Übertragung möglichst optimal an die Eigenschaften des Übertragungskanals, in diesem Fall der Funkstrecke, angepasst zu sein. Die meistverwendeten Kanalcodierungsverfahren im RFID-Bereich sind:
- Biphase-Mark-Code und der dazu invertierte Biphase-Space-Code
- Pulsphasenmodulationen in Kombination mit dem RZ-Code
- Manchester-Code
- Miller-Code

Einen Sonderfall stellen SAW-Tags dar, die SAW-Effekte nutzen. Dabei wird die Kennung in der Laufzeit der reflektierten Signale kodiert.

### Bulk-Erkennung
Unter dem Begriff Bulk-Erkennung versteht man eine Nutzung bekannter Protokolle, in dem einzelne RFID-Tags unmittelbar nacheinander gelesen werden, wobei sich dieser Prozess selbst organisiert. Das heißt, dass
- sich nicht alle Tags gleichzeitig bei dem gleichen Reader melden, und
- jedes Tag möglichst lediglich einmal gelesen wird, und
- ein einmal gelesenes Tag nach dem ersten erfolgreichen Lesen schweigt, bis es das Lesefeld verlässt oder das Lesefeld abgeschaltet wird,
- oder das einzelne dort bereits bekannte Tag vom Leser direkt erneut aktiviert wird.

Viele Anwendungen dieser auch „Singulation“ genannten funktechnischen Vereinzelung soll es dem Empfänger ermöglichen, die verschiedenen Identitäten der vorhandenen Tags streng nacheinander zu erkennen. Das Konzept ist in der Norm in verschiedener Ausprägung vorgesehen, aber bisher erkennbar nicht verbreitet. Weitere proprietäre Ausprägungen finden sich bei den verschiedenen Herstellern. An technischen Problemen mit passiven Tags ändert nichts, dass aktive Tags sich willkürlich bei einem Empfänger melden können.
Folgendes Problem wird allein durch RFID-Tags nicht gelöst: Zu erkennen,
- wie viele Objekte,
- wie viele Tags und
- wie viele gelesene Kennzeichen

einen guten Leseerfolg ausmachen.
Seit ersten Berichten bis heute sind keine Einrichtungen der Bulk-Erkennung bekannt, die eine vollständige Erfassung sicherstellen (2011) und damit für eine Inventarisierung oder eine Kontrolle der Vollständigkeit geeignet wären.
Wenn im Lesevorgang kein Anti-Kollisionsverfahren und keine Stummschaltung wirken, ist die geometrische Vereinzelung außerhalb des Lesebereichs und die Beschränkung auf jeweils ein Tag im Lesebereich die Verfahrensweise mit generell besserer Erkennungsquote.

### Antikollisions- oder Multi-Zugangsverfahren (Anti-collision)
Die Antikollision beschreibt eine Menge von Prozeduren, die den Tags ermöglichen, gleichzeitig zu kommunizieren, also das Überlagern mehrerer verschiedener Signale ausschließen sollen. Das Antikollisionsverfahren regelt die Einhaltung der Reihenfolge bzw. Abstände der Antworten, beispielsweise durch zufällig verteiltes Senden dieser Responses, so dass der Empfänger jedes Tag einzeln auslesen kann. Die Leistung der Antikollisionsverfahren wird in der Einheit „Tags/s“ gemessen.
Es gibt vier Grundarten für Antikollisions- oder Multi-Zugangsverfahren:
- Space Division Multiple Access (SDMA): Abstände, Reichweite, Antennenart und Positionierung werden eingestellt
- Time Division Multiple Access (TDMA): die Zugangszeit wird zwischen den Teilnehmern aufgeteilt
- Frequency Division Multiple Access (FDMA): verschiedene Frequenzen werden verwendet
- Code Division Multiple Access (CDMA)

Typische Antikollisionsverfahren im RFID-Bereich sind:
- Slotted ALOHA: eine Variante des ALOHA-Verfahrens aus den 1970er Jahren (Aloha Networks, Hawaii). Aloha war die Inspiration für das Ethernet-Protokoll und ist ein TDMA-Verfahren.
- Adaptive Binary Tree: Dieses Verfahren verwendet eine binäre Suche, um einen bestimmten Tag in einer Masse zu finden.
- Slotted Terminal Adaptive Collection (STAC): hat Ähnlichkeiten mit dem ALOHA-Verfahren, ist aber erheblich komplexer.
- EPC UHF Class I Gen 2: ist ein Singulationsverfahren.

### Identität (Identity)
Alle RFID-Tags müssen eindeutig gekennzeichnet sein, damit der Empfänger Responses/Requests aller Tags erkennen kann: RFID-Tags, in denen diese Kennzeichnung geändert werden kann, sind für eine sichere Prozessführung in einem offenen System ohne praktischen Wert (Beispiel: EPC Generation 1).

### Unterscheidungsmerkmale von RFID-Systemen
Mindestmerkmale eines RFID-Systems sind:
- ein Nummernsystem für RFID-Tags und für die zu kennzeichnenden Gegenstände[12]
- eine Verfahrensbeschreibung für das Kennzeichnen und für das Beschreiben und das Lesen der Kennzeichen[13]
- ein an Gegenständen oder Lebewesen angebrachtes RFID-Tag, das elektronisch und berührungslos eine seriell auszulesende Information bereitstellt
- ein dazu passendes RFID-Lesegerät

#### Zusatzfunktionen
Viele Tags unterstützen auch eine oder mehrere der folgenden Operationen:
- Die Tags können über einen sogenannten „kill code“ oder z. B. durch ein Magnetfeld permanent deaktiviert werden (engl. kill, disable).
- Die Tags erlauben ein einmaliges Schreiben von Daten (engl. write once).
- Die Tags können mehrmals mit Daten beschrieben werden (engl. write many).
- Antikollision: Die Tags wissen, wann sie warten oder Anfragen beantworten müssen.
- Sicherheit: Die Tags können (auch verschlüsselt) ein geheimes Passwort verlangen, bevor sie kommunizieren.

#### Datenstrom-Betriebsarten
RFID kann im Duplexbetrieb oder sequentiell Daten mit dem Lesegerät austauschen. Man unterscheidet:
- full duplex system (FDX)
- half duplex system (HDX)
- sequential system (SEQ)

#### Speicherkapazität
Die Kapazität des beschreibbaren Speichers eines RFID-Chips reicht von wenigen Bit bis zu mehreren KBytes. Die 1-Bit-Transponder sind beispielsweise in Warensicherungsetiketten und lassen nur die Unterscheidung „da“ oder „nicht da“ zu.
Der Datensatz des Transponders wird bei dessen Herstellung fest in ihm als laufende eindeutige Zahl (inhärente Identität) oder bei dessen Applikation als nicht einmalige Daten (z. B. Chargennummer) abgelegt.
Moderne Tags können auch später geändert oder mit weiteren Daten beschrieben werden.

#### Beschreibbarkeit
Beschreibbare Transponder verwenden derzeit meist folgende Speichertechnologien:
- nicht-flüchtige Speicher (Daten bleiben ohne Stromversorgung erhalten, daher geeignet für induktiv versorgte RFID):
  - EEPROM
  - FRAM
- flüchtige Speicher (benötigen eine ununterbrochene Stromversorgung, um die Daten zu behalten):
  - SRAM

#### Energieversorgung
Passive Transponder entnehmen ihre Betriebsspannung dem elektromagnetischen Feld des Lesegerätes. Das Lesegerät „beleuchtet“ den Chip und dieser reflektiert einen geringen Teil der Energie. Daher benötigen passive Transponder ein leistungsstarkes Lesefeld.
Semi-passive (auch genannt semi-aktive) Transponder besitzen eine (Stütz-)Batterie für den volatilen (flüchtigen) Speicher und zum Betrieb angeschlossener Sensoren, nicht jedoch für die Datenübertragung. Das Energieverhältnis zwischen „Beleuchtung“ und Rückstrahlung entspricht dem passiver Tags.
Aktive Transponder nutzen Batterien für den Prozessor und auch für den Datentransfer, sind mit einem eigenen Sender ausgestattet und erreichen so eine höhere Reichweite. Das Abfragesignal des Lesegeräts ist etwa so gering wie das Sendesignal des Transponders, somit ist der Lesevorgang für aktive Transponder verglichen mit passiven Transpondern besonders störungsarm.
Baken-Transmitter, die fortlaufend intermittierend senden und nicht auf eine Anregung reagieren, arbeiten immer mit Batterien (Primärbatterien oder Akkus). Das Energieverhältnis zwischen Abfrage und Antwortsignal entspricht dem aktiver Tags. Der Sendevorgang für Baken-Transponder ist ungeachtet der steten Sendefunktion verglichen mit passiven Transpondern besonders störungsarm.
In Deutschland werden aktive Transponder auch als Telemetriegeräte (siehe unten) klassifiziert. Auch Telemetrie-SRD (Funkverbindungen über kurze Entfernungen, z. B. von Sensoren) werden teilweise als RFID bezeichnet, sie benutzen einen aktiven Sender, der beispielsweise mit Solarzellen oder der Bewegung des Gegenstandes (z. B. Reifendrucksensor) mit Energie versorgt wird. Bei warmblütigen Lebewesen ist auch die Versorgung aus einer Temperaturdifferenz in Entwicklung.

#### Betriebsfrequenz
| Frequenz                   | Bereich    | Erlaubte Frequenzen (ISM-Band)              |
| -------------------------- | ---------- | ------------------------------------------- |
| Langwellen-Frequenzen (LF) | 30…300 kHz | 9…135 kHz                                   |
| Kurzwellen-Frequenzen (HF) | 3…30 MHz   | 6,78 MHz, 13,56 MHz, 27,125 MHz, 40,680 MHz |
| Dezimeterwellen (UHF)      | 0,3…3 GHz  | 433,920 MHz, 868 MHz, 915 MHz, 2,45 GHz     |
| Mikrowellen (SHF)          | > 3 GHz    | 5,8 GHz, 24,125 GHz                         |

#### Reichweiten und typische Anwendungen

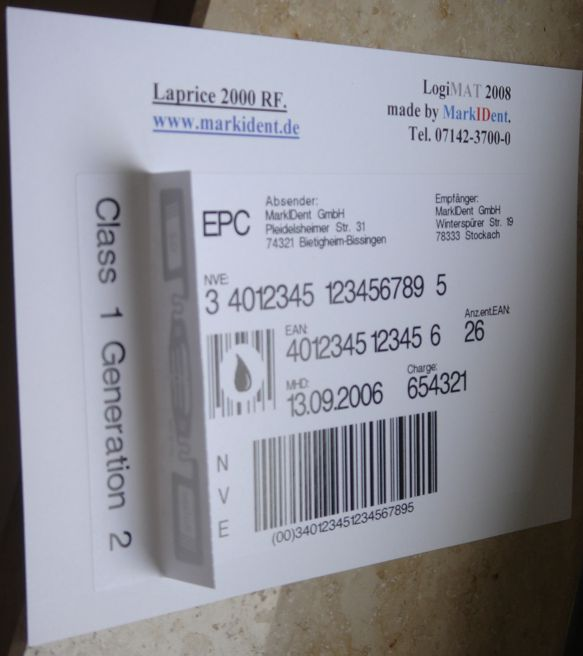
Flag-Tag-Etikett mit integriertem RFID-Chip

Nach dem englischen Sprachgebrauch haben sich folgende Unterscheidungen etabliert:
- Close coupling: 0…1 cm (ISO 10536)
- Remote coupling (auch proximity coupling): 0…0,1 m (ISO 14443, ISO 18000-3)
- Remote coupling (auch vicinity coupling): 0…1 m (ISO 15693, ISO 18000-3)
- Long range coupling: mehr als 1 m (ISO 18000-4, ISO 18000-5, ISO 18000-7)

| Frequenz                   | Typische max. Reichweite für Tags | Typische Anwendungen                                                   |
| -------------------------- | --------------------------------- | ---------------------------------------------------------------------- |
| Langwellen-Frequenzen (LF) | ≈–0,5 m (passiv)                  | Tier-Identifizierung und Lesen von Gegenständen mit hohem Wasseranteil |
| Kurzwellen-Frequenzen (HF) | ≈–0,5 m (passiv)                  | Zugangskontrolle                                                       |
| Dezimeterwellen (UHF)      | ≈,3–6 m (passiv)                  | Lager und Logistikbereich (Paletten)                                   |
| Mikrowellen                | –,≈10 m (aktiv)                   | Fahrzeug-Identifizierung                                               |

Technisch können größere Distanzen erreicht werden, typisch sind jedoch lediglich die angegebenen Reichweiten bei zugelassenen Sendefeldstärken. Dabei ist die Beleuchtungsfeldstärke für passive Tags (Abfrage durch Lesegeräte) etwa um den Faktor 1.000 höher als die Sendefeldstärke aktiver Tags (Empfang durch Lesegeräte).

#### Frequenzbeeinflussung
- Reflexion / gerichtete bzw. ungerichtete Streuung (backscatter): Frequenz der reflektierten Welle ist die Sendefrequenz des Lesegerätes
- Dämpfungsmodulation: durch den Transponder wird das Feld des Lesegerätes beeinflusst (Frequenzverhältnis 1:1)
- subharmonische Welle (Frequenzverhältnis 1:n)
- Erzeugung von Oberwellen (n-fache) im Transponder

#### Kopplungsmethoden
- elektrostatische Felder in kapazitiver Kopplung (für RFID eher die Ausnahme, kein Standard)
- magnetische Felder für induktive Kopplung oder Nahfeldkopplung (NFC): Datenübertragung und meist auch Energieversorgung erfolgen über das magnetische Nahfeld der Spulen im Lesegerät und im Tag (üblich sind Rahmenantennen oder Ferritantennen). Diese Kopplung ist üblich bei Frequenzen von 135 kHz (ISO 18000-2) und 13,56 MHz (ISO 18000-3) sowie für 13,56 MHz NFC (ISO 22536).
- elektromagnetische Dipolfelder für Fernfeldkopplung: Datenübertragung und oft auch Energieversorgung erfolgen mit Antennen (üblich sind Dipolantennen oder Spiralantennen). Diese Kopplung ist üblich bei Frequenzen von 433 MHz (ISO 18000-7), bei 868 MHz (ISO 18000-6) und bei 2,45 GHz (ISO 18000-4).

## Einsatz
Die Logistik ist das Haupt-Einsatzgebiet. Der Durchbruch zu allgemeiner Ausbreitung scheitert manchmal daran, den Geschäftsfall (business case) über Unternehmensgrenzen hinweg zu budgetieren (s. a. Zählpunkt (Logistik)).

Beispiele aus 2013 sind:

### Fahrzeugidentifikation

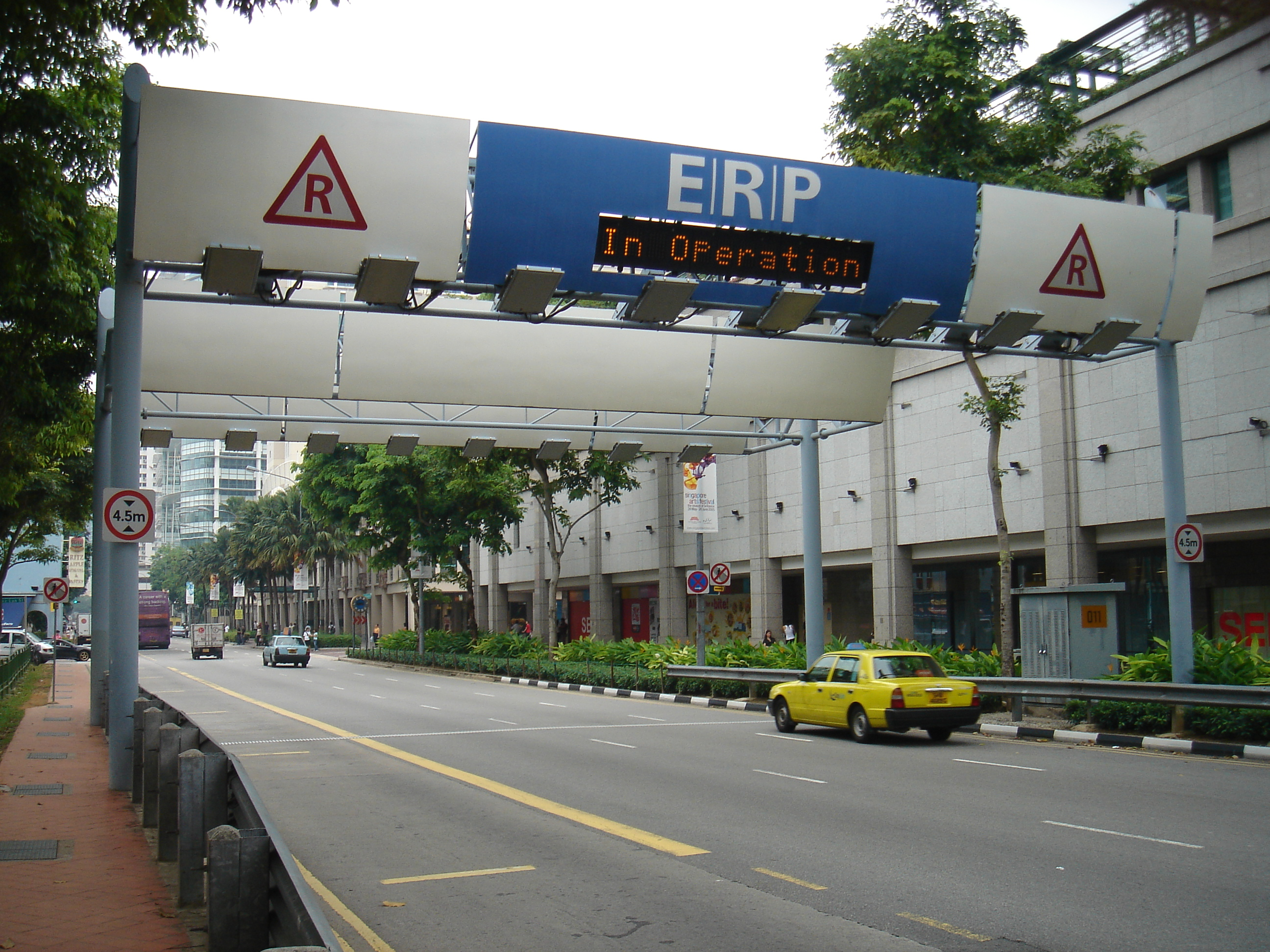
Electronic Road Pricing System in Singapur

Die e-Plate-Nummernschilder identifizieren sich automatisch an Lesegeräten. Dadurch sind Zugangskontrollen, Innenstadtmautsysteme und auch Section-Control-Geschwindigkeitsmessungen möglich. Bei entsprechend dichtem Sensorennetz lassen sich auch Wegeprofile erstellen. In einem Großversuch hat das britische Verkehrsministerium im April/Mai 2006 etwa 50.000 Kennzeichenschilder mit RFID-Funkchips ausstatten lassen. Ziel ist die Informationssammlung über die Fälschungsquote sowie die Gültigkeit von Zulassung und Versicherungsschutz. Die Erfassung erfordert einen Abstand von weniger als zehn Metern.
Mit Stand 2006 sind Waggons und Lokomotiven in den USA und Kanada an beiden Seiten mit je einem RFID-Tag markiert, das an etwa 500 Stationen während der Fahrt abgelesen wird.

### Elektronische Bauzustandsdokumentation
Die Automobilindustrie verwendet RFID für die automatisierte Bauzustandsdokumentation von Versuchsfahrzeugen und Prototypenteilen (Projekt Gläserner Prototyp).

### Banknoten
Bereits im Jahr 2003 verhandeltete die Europäische Zentralbank mit dem japanischen Elektronikkonzern Hitachi über eine Integration von RFID-Transpondern in Euro-Banknoten. Auf dem sogenannten μ-Chip (0,16 mm² × 0,064 mm dick) ist eine 38-stellige Ziffer (128 Bit) gespeichert. Mit einem solchen RFID-Chip gekennzeichnete Banknoten sollen besser gegen Fälschung geschützt sein. Aufgrund der mit der Implementierung verbundenen Kosten sowie datenschutzrechtlicher Probleme ist die Einführung bislang nicht vorgesehen.

### Bezahlkarten
Debit- und Kreditkarten mit Funk-Bezahlsystem erlauben auch eine Identifizierung. Dem Sicherheitsrisiko, das durch möglicherweise unbemerktes Auslesen und Abbuchen entstehen könnte, wird dabei durch Begrenzung der Zahlbeträge auf einen Maximalbetrag oder auf ein gewisses Guthaben begegnet. Beispiele sind hier das PayPass-System von Mastercard.

### Identifizierung von Personen
RFID-Chips sind in allen seit dem 1. November 2005 ausgestellten deutschen Reisepässen sowie ab dem 1. November 2010 in allen Personalausweisen enthalten. Der Schweizer Pass wird seit dem 1. März 2010 mit RFID-Chip ausgeliefert.
Im November 2004 genehmigte die US-amerikanische Gesundheitsbehörde (FDA) den Einsatz des „VeriChip“ am Menschen. Der Transponder wird unter die Haut appliziert. Geworben wird mit einfacher Verfügbarkeit lebenswichtiger Informationen im Notfall.
Patientenarmbänder koppeln ihre Daten über den PDA des medizinischen Personals mit dem Patienteninformationssystem im Krankenhaus.

### Identifizierung von Tieren

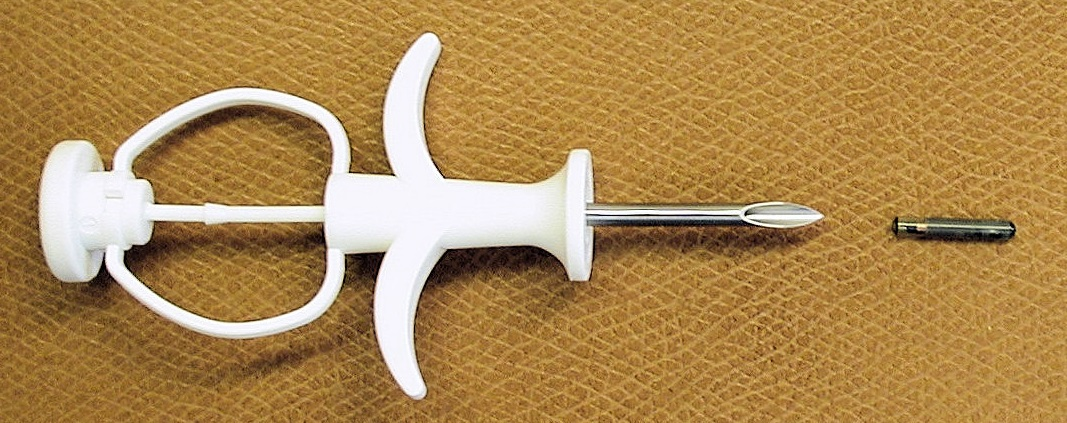
Glastransponder zur Tieridentifikation (rechts) mit zugehörigem Applikationsgerät (links)

Seit den 1970er Jahren kommen RFID-Transponder bei großen Nutztieren zum Einsatz. Auch Implantate für Haustiere (EU-Heimtierausweis, ISO/IEC 11784 und ISO/IEC 11785) werden verwendet. Auch die Tiere im Zoo erhalten solche Implantate.
- 125 kHz – international für Zootierhaltung, Nutztieridentifikation, Meeresschildkröten-Erfassung, Forschung.
- ISO 134,2 kHz – (ursprünglich europäischer) internationaler Standard in der Nutztieridentifikation, Implantate bei Haustieren.[23]

### Öffentlicher Personennahverkehr

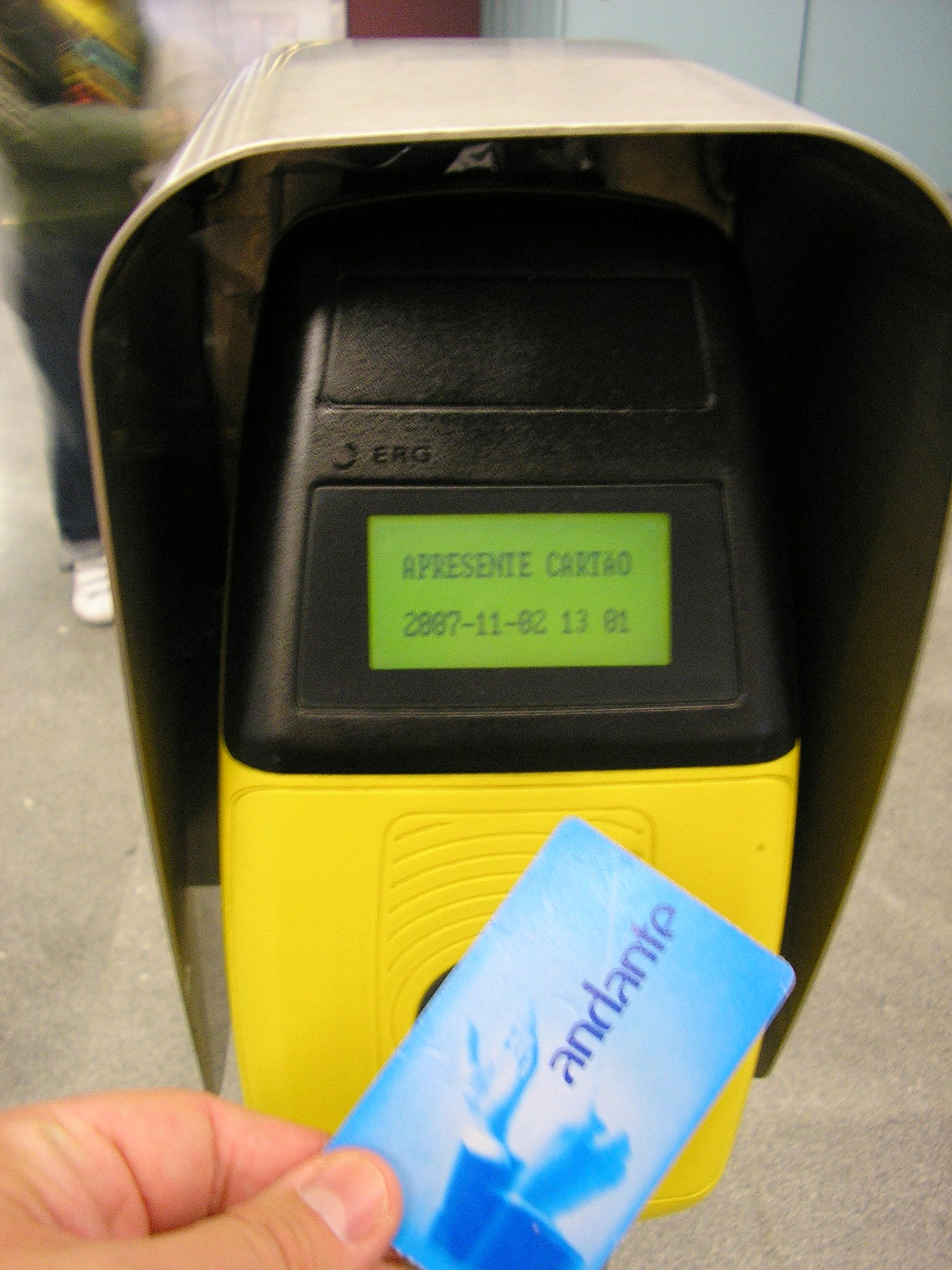
ÖPNV in Porto: Ein Fahrgast präsentiert sein RFID-Ticket einem Lesegerät

Die RFID-Technik eignet sich auch für den Einsatz im öffentlichen Personennahverkehr (ÖPNV). So werden beispielsweise im Metro- und Busnetz der Stadt Porto seit den 2000er-Jahren RFID-Tickets eingesetzt. Konkret muss der Fahrgast vor Beginn jedweder Fahrt sein Ticket einem Lesegerät präsentieren. Bei der Metro befinden sich die Lesegeräte auf dem Bahnsteig, in den Bussen der STCP am Vordereinstieg beim Fahrer. Tickets, Lesegeräte und Datenaustauschprotokoll entsprechen der Norm ISO/IEC 14443.

### Echtheitsmerkmal für Medikamente
Die US-Arzneimittelbehörde FDA empfiehlt den Einsatz von RFID im Kampf gegen gefälschte Medikamente. Für den Transport temperaturempfindlicher Medizinprodukte werden RFID-Tags mit Sensorfunktionen an den Transportbehältern eingesetzt. Die Aufzeichnung dokumentiert eine Verletzung von Transportbedingungen und unterstützt den Schutz der Patienten durch qualifiziertes Verwerfen eines falsch transportierten Gutes.

### Schlauchbahnhöfe und Abfüllanlagen
Zur prozesssicheren Steuerung und elektronischen Überwachung von Um- und Füllvorgängen befindet sich die RFID-Antenne in der anlagenseitigen Kupplungshälfte, der RFID-Transponder in der beweglichen Kupplungshäfte, z. B. schlauchseitig an einem Kesselwagen. In gekuppeltem Zustand werden dann Informationen kontaktlos übertragen. Die Anlagensteuerung kann dann automatisch nachfolgende Prozessschritte starten.

### Leiterplatten und Bauteile
RFID-Tags werden eingesetzt, um Leiterplatten oder andere Bauteile rückverfolgbar zu machen.

### Textilien und Bekleidung

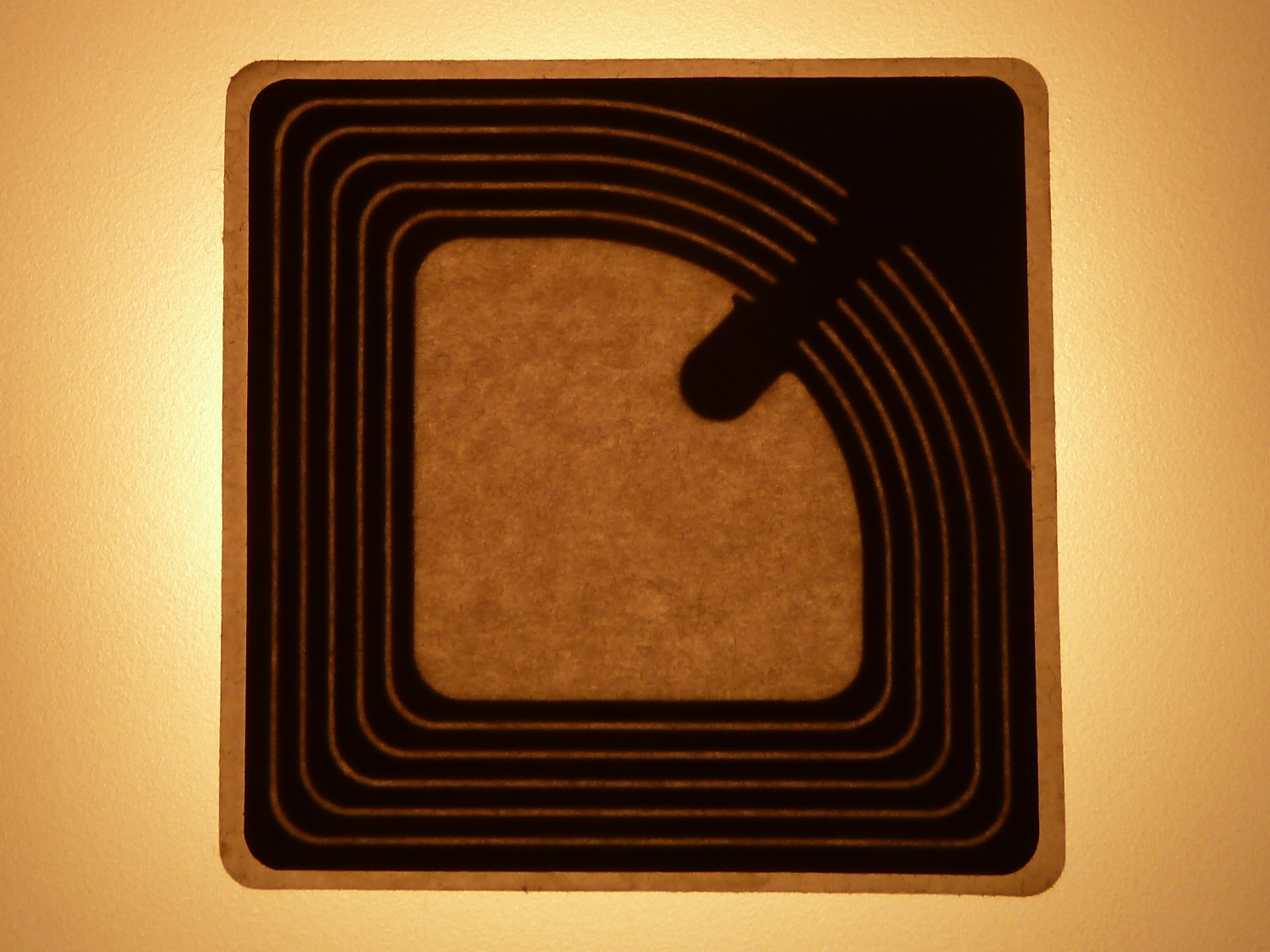
RFID-Etikett eines Kleidungsstücks

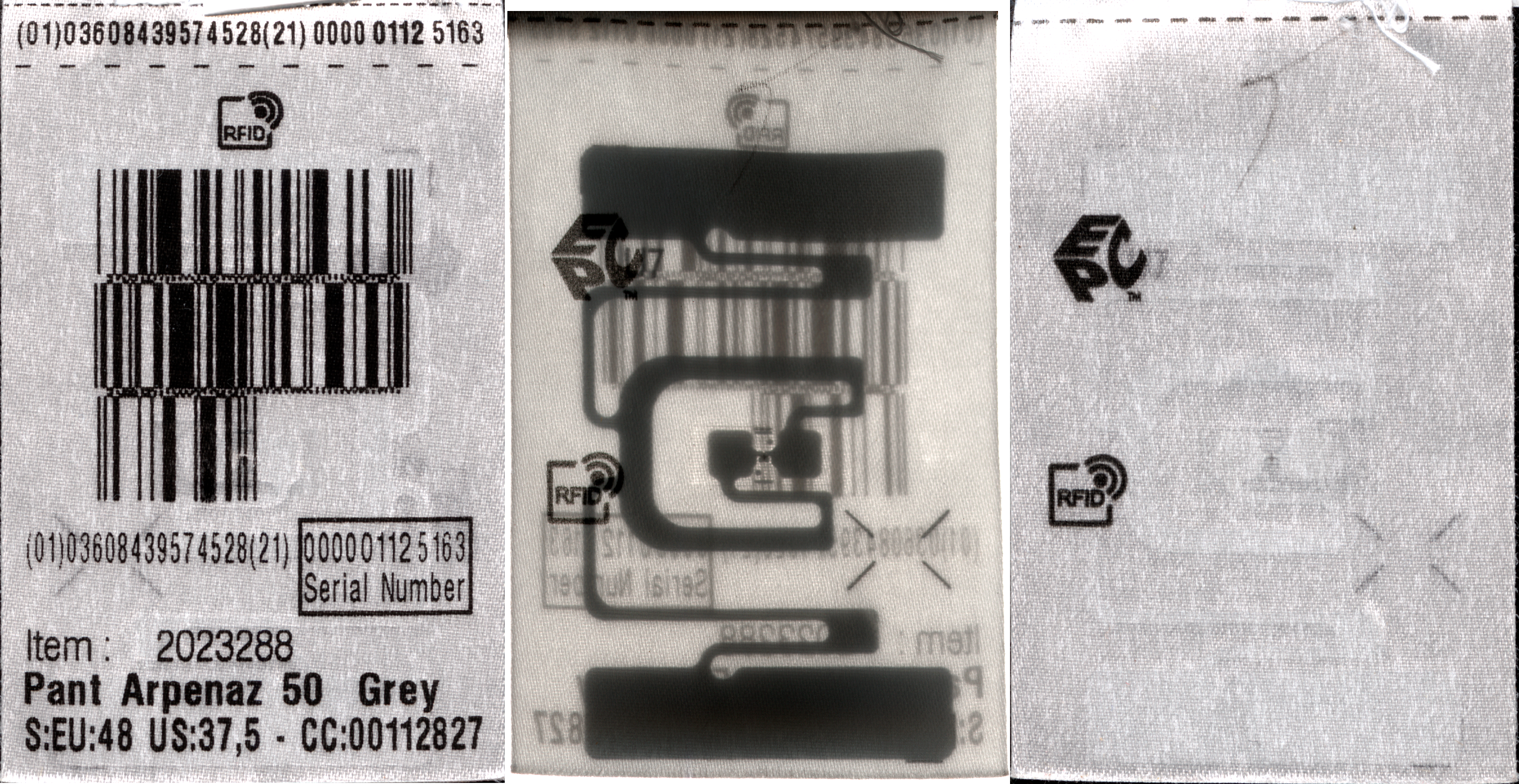
Eingenähtes RFID-Etikett in einem Kleidungsstück des französischen Sportausstatters Decathlon. Vorder- und Rückseite sowie Durchlichtscan.

In der Textil- und Bekleidungsindustrie ist ein steigender Einsatz von RFID aufgrund einer im Vergleich zu anderen Branchen höheren Marge wahrscheinlich. Als erstes Unternehmen hat Lemmi Fashion (Kindermode) die Lieferkette auf RFID umgerüstet und eine Integration mit der Warenwirtschaft umgesetzt. Die Firma Levi Strauss & Co. hat 2006 begonnen, ihre Jeans mit RFID-Etiketten auszustatten. Die Firma Gerry Weber befasst sich seit 2004 mit der Technologie und hat seit 2010 in alle Bekleidungsstücke einen RFID-Tag integriert, der gleichzeitig als Warensicherung fungiert. Seit 2012 wird RFID vom Modeunternehmen C&A verwendet, seit 2013/2014 durch die Adler Modemärkte. Die Sportartikel-Kette Decathlon näht seit 2013 RFID-Etiketten in Textilien ihrer Hausmarken ein und bringt diese an Drittprodukten an.

### Container-Siegel
Für See-Container sind mechanische Siegel mit zusätzlichen RFID-Tags entworfen worden. Sie werden entweder wiederholt genutzt (semi-aktive RFID-Tags nach ISO/IEC 17363, ab 2007) oder einmalig eingesetzt (passive RFID-Tags nach ISO/IEC 18185, ab 2007). Bisher gibt es keine Verpflichtung zur Verwendung solcher elektronischen Siegel.

### Wegfahrsperre
Als Bestandteil des Zündschlüssels bilden Transponder das Kernstück der elektronischen Wegfahrsperre. Der Transponder wird über eine Lesespule beim Zündschloss ausgelesen und stellt mit seinem abgespeicherten Code das ergänzende Schlüsselelement des Fahrzeugschlüssels dar. Für diesen Zweck werden üblicherweise Crypto-Transponder eingesetzt, deren Inhalt nicht ohne deren Zerstörung manipuliert werden kann.
Diese Diebstahlsicherung erfordert hohen Aufwand bei verlorenem Schlüssel.

### Kontaktlose Chipkarten
In Asien sowie größeren Städten verbreitet sind berührungslose, wiederaufladbare Fahrkarten. Weltweiter Marktführer für das sogenannte ID-Based Ticketing ist NXP (hervorgegangen aus Philips) mit seinem Mifare-System. In den USA und in Europa werden Zutrittskontrolle und Zeiterfassung häufig mit RFID-Technik realisiert. Manche Kreditkarten-Anbieter setzten RFID-Chips als Nachfolger von Magnetstreifen bzw. Kontakt-Chips ein.
2006 kam die RFID-Technik in Deutschland bei den Eintrittskarten der Fußball-Weltmeisterschaft zum Einsatz. Ziel war es, den Schwarzhandel durch Bindung der Karte an den Käufer zu reduzieren. Bei Bayer 04 Leverkusen, VfL Wolfsburg und Alemannia Aachen kommt diese Technologie bei Bundesliga-Spielen zum Einsatz.
Fast alle größeren Skigebiete der Alpen verwenden kontaktlose Skipässe.

### Waren- und Bestandsmanagement
In Bibliotheken jeder Größe und Typs wird RFID zur Medienverbuchung und Sicherung verwendet. Prominente Installationen sind die Münchner Stadtbibliothek, die Hamburger Öffentlichen Bücherhallen, die Wiener Hauptbücherei, die Stadtbibliothek Stuttgart und die Hauptbibliotheken der Technischen Universität Graz und des Karlsruher Instituts für Technologie. 2013 wurde auch im Verbund der Öffentlichen Bibliotheken Berlins die Umstellung des Medienmanagements auf RFID abgeschlossen. Auch die Bibliothek der Universität Konstanz stattet ihre Medien im Rahmen der Sanierung mit der RFID-Technologie aus.
Die RFID-Lesegeräte der Bibliotheken sind in der Lage, die RFID-Transponder stapelweise zu lesen (Pulkerfassung). Das vereinfacht die Entleihe und die Rückgabe. Rückgabeautomaten ermöglichen eine Rückgabe außerhalb der Öffnungszeiten. An den Türen und Aufgängen befinden sich Lesegeräte ähnlich den Sicherheitsschranken in Kaufhäusern. Sie kontrollieren die korrekte Entleihe. Die Inventarisierung des Bestandes und das Auffinden vermisster Medien wird einfacher und schneller.
Einzelhandelsketten wie Metro, Rewe, Tesco und Walmart sind an der Verwendung von RFID bei der Kontrolle des Warenflusses im Verkaufsraum interessiert. Damit ist die Automatisierung des Bezahlvorganges und die Kontrolle des Warenbestandes möglich. Die chinesische Einzelhandelskette BingoBox betreibt kleine Märkte ohne Personal und verwendet RFID-Etiketten an jedem Stück Handelsware.

### Positionsbestimmung
Im industriellen Einsatz in geschlossenen Arealen sind fahrerlose Transportsysteme im Einsatz, bei der die Position mit Hilfe von in geringen Abstand zueinander im Boden eingelassenen Transpondern aufgrund von deren bekannter Position über die gelesene Identität und über Interpolation bestimmt wird. Solche Systeme sind davon abhängig, dass ausschließlich zuvor bestimmte Trassen und Routen befahren werden. Für Schienenfahrzeuge kommt die magnetisch gekoppelte Eurobalise zum Einsatz.

### Müllentsorgung

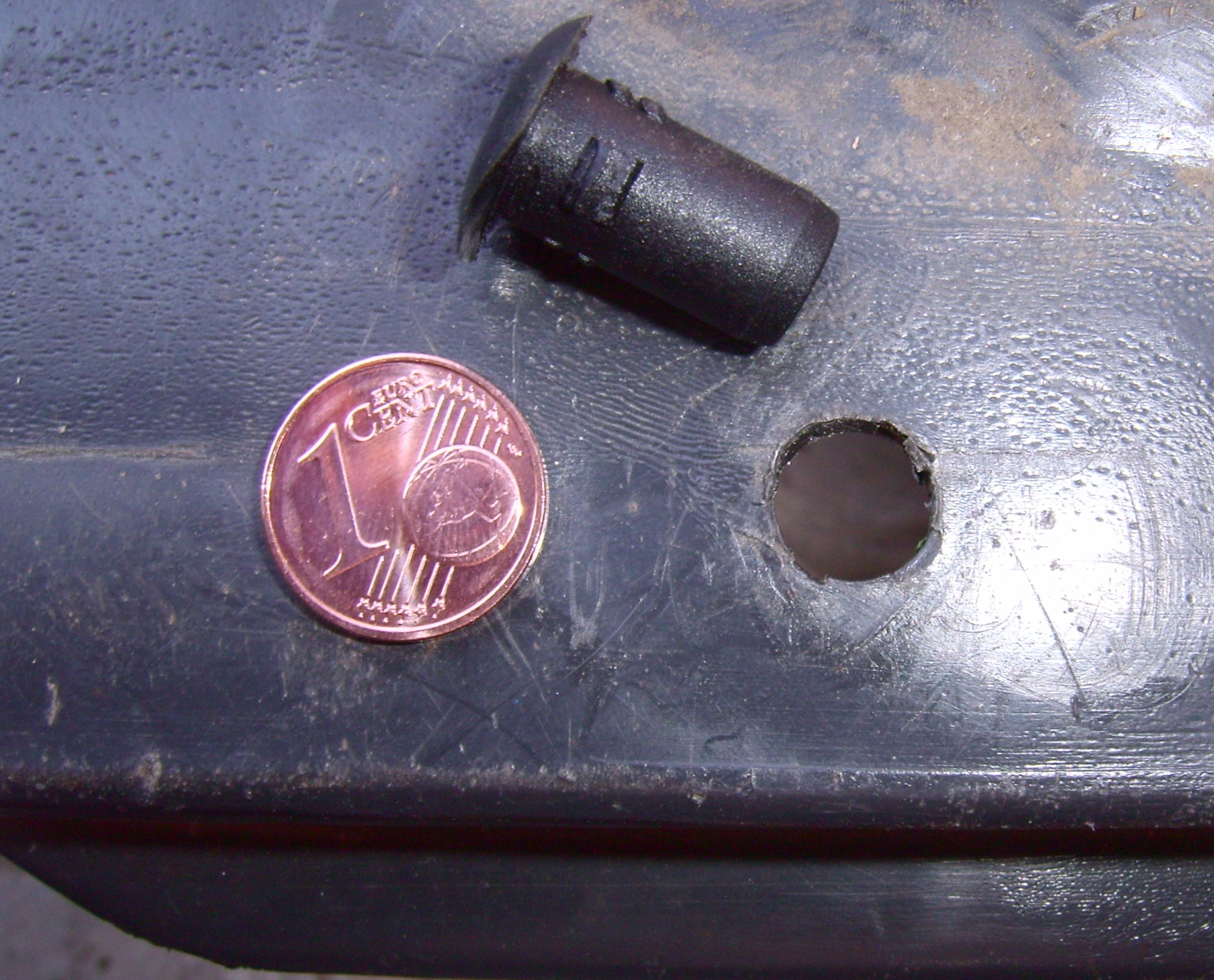
RFID-Chip auf Mülltonne

In den österreichischen Bezirken Kufstein und Kitzbühel war von 1993 bis 2015 ein auf RFID basierendes Mülltonnen-Erfassungssystem im Einsatz.

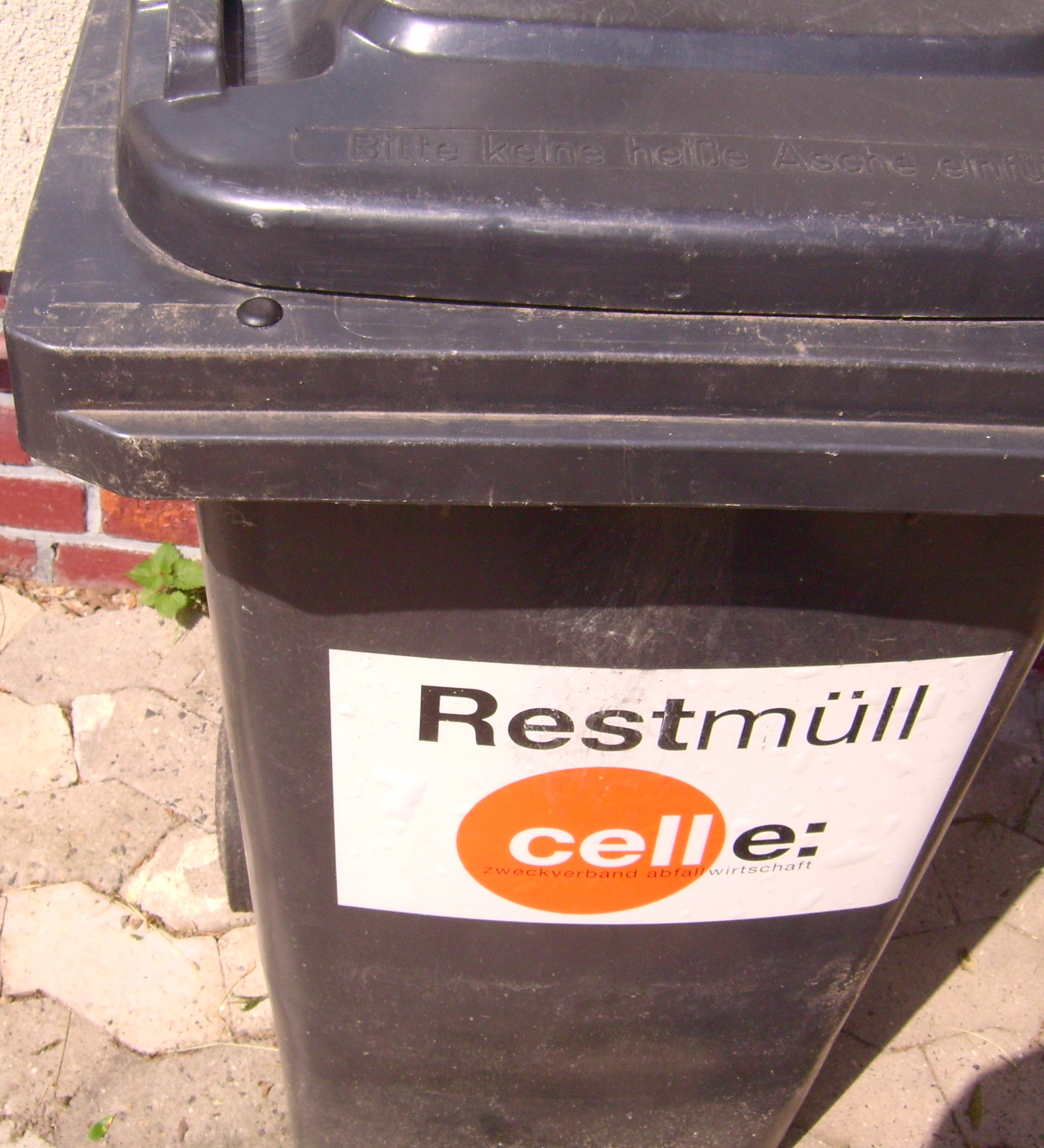
RFID-Chip in Mülltonne (Plasteknopf auf dem Rand)

Im Landkreis Celle werden Mülltonnen seit etwa 1993 mit Chips gekennzeichnet. Restmüll-, Bio- und Papiertonnen sind damit ausgestattet. Die Gelben Tonnen haben keine elektronische Kennzeichnung.
In den deutschen Städten Bremen und Dresden sind Mülltonnen für die gebührenpflichtige Abfuhr mit RFID-Transpondern versehen.
In Großbritannien wurden mehrere hunderttausend Mülltonnen ohne Wissen der Bürger mit RFID-Transpondern versehen. Hintergrund soll die Absicht der britischen Kommunen sein, das Recyclingverhalten der Bürger zu erfassen.

### Zugriffskontrolle
Transponder am oder im Schlüssel dienen zur Kontrolle, wenn Workstations mit entsprechenden Lesegeräten ausgestattet sind, ebenso zur Benutzerauthentifizierung für spezielle externe mobile Sicherheitsfestplatten, wenn diese im Gehäuse mit entsprechenden Lesegeräten ausgestattet sind.

### Zutrittskontrolle
Transponder am oder im Schlüssel dienen zur Zutrittskontrolle, wenn die Türen mit entsprechenden Lesegeräten oder mit entsprechenden Schließzylindern mit Leseoption ausgestattet sind.

### Zeiterfassung
Transponder dienen am Schuh(band) oder in der Startnummer eines Läufers bzw. am oder im Rahmen eines Rennrades als digitales Identifikationsmerkmal in Sportwettkämpfen (Produktbeispiele: ChampionChip, Bibchip, DigiChip)
An Terminals werden die Zeiten des Kommens und Gehens, evtl. auch der Pausenzeiten erfasst, wenn der Nutzer sein RFID-Medium (meist Chipkarte oder Schlüsselanhänger) in Lesereichweite bringt.

### Rettungs- und Einsatzkräfte
Im Feuerwehr- und Rettungsdienst können RFID-Transponder verwendet werden, um Personen anhand der Transponder zu erkennen und damit u. a. die Ausgabe von Kleidung, Schutzausrüstung und Zubehör in der Kleiderkammer zu organisieren.
An bestimmter Kleidung gibt es Transponder, mit denen sich die Inventarisierung und Verwaltung der Kleidungsstücke vereinfacht.

### RFID in Ladehilfsmitteln
Einige Hersteller von Ladehilfsmitteln bieten Lösungen mit integrierten RFID-Transpondern nach ISO/IEC 18000-6C an. Beispiele sind Transportpaletten aus Kunststoff oder Holz sowie Kleinladungsträger. Die integrierten Transponder können bspw. für das Ladungsträger- bzw. Behältermanagement oder nach der temporären Verheiratung des Hilfsmittels mit dem zu transportierenden Gut als Identifikationsmerkmal der Ladeeinheit im Rahmen des Supply Chain Event Managements eingesetzt werden.

### RFID an Flughäfen
Bis 2020 sollten Flughäfen flächendeckend mit Lesegeräten für in den Gepäckanhänger integrierte RFID-Chips mit Personendaten wie Name und Geschlecht des Besitzers ausgestattet sein. Damit soll der Gepäckverlust verringert und das Gepäck besser erfasst werden. Auf Flughäfen wie Las Vegas seit 2016 und Hong Kong, Mailand-Malpensa, Lissabon, Aalborg war 2017 RFID-Technik zusätzlich zu den Barcodes bereits eingeführt worden. Bis Ende 2023 soll nahezu alles Fluggepäck damit ausgestattet sein. Ohne RFID waren 1,8 % der Gepäckstücke fehlgeleitet worden.

## Verbreitung und Kosten
| Branche              | Kum. Anz. (in Mio.) |
| -------------------- | ------------------- |
| Transport/Automotive | 1000                |
| Finanzen/Sicherheit  | 670                 |
| Handel/Konsumgüter   | 230                 |
| Freizeit             | 100                 |
| Wäschereien          | 75                  |
| Bibliotheken         | 70                  |
| Fertigung            | 50                  |
| Tiere/Landwirtschaft | 45                  |
| Gesundheitswesen     | 40                  |
| Flugverkehr          | 25                  |
| Logistik/Post        | 10                  |
| Militär              | 2                   |
| Sonstige             | 80                  |
| Total                | 2397                |

Kumuliert wurden in den Jahren von 1944 bis 2005 insgesamt 2,397 Milliarden RFID-Chips verkauft. Die genaue Verbreitung nach Anwendung sieht wie folgt aus:
Im Jahr 2005 wurden 565 Millionen Hochfrequenz-RFID-Tags (nach ISO/IEC 14443) abgesetzt, was insbesondere auf die erhöhte Nachfrage im Logistik-Bereich zurückzuführen ist. Für das Jahr 2006 erwartete man einen weltweiten Absatz von 1,3 Milliarden RFID-Tags. U. a. wegen der zunehmenden Vereinheitlichung von RFID-Lösungen sowie dem gewachsenen Austausch der Interessenten untereinander mussten Marktforscher ihre Prognose für das Marktwachstum im Jahr 2007 um 15 % senken. So wurde erwartet, dass man im Jahr 2007 mit rund 3,7 Milliarden US-Dollar für RFID-Services und -Lösungen weniger Umsatz machte.
In industriellen Anwendungsfällen stellen die Kosten für die Chips und deren zu erwartende Degression nicht den entscheidenden Faktor dar. Viel mehr ins Gewicht fallen Installationskosten für banal Erscheinendes wie Verkabelungen, Steckdosen, Übertrager und Antennen und so weiter, die in konventioneller Handwerksleistung installiert werden und bei denen deswegen kaum eine Kostendegression zu erwarten ist. Bei Wirtschaftlichkeitsvergleichen von RFID zu zum Beispiel Barcode waren und blieben es diese Infrastrukturkosten, die durch die erwartbaren Rationalisierungserträge eines RFID-Systems nicht auszugleichen waren.
Die Kosten für die Transponder (also die RFID-Chips) liegen zwischen 35 Euro pro Stück für aktive Transponder in kleinen Stückzahlen und absehbar 5 bis 10 Cent pro Stück für einfache passive Transponder bei Abnahme von mehreren Milliarden.

## Studienmöglichkeiten
Eine Reihe von Hochschulen bietet Kurse zum Fachgebiet RFID innerhalb bestehender Ausbildungen an. Seit dem Sommersemester 2009 besteht beispielsweise die Möglichkeit, ein Masterstudium an der Hochschule Magdeburg-Stendal abzuschließen.

## Normen
- Verband der Automobilindustrie (VDA)
  - VDA 5500: Grundlagen für den RFID-Einsatz in der Automobilindustrie
  - VDA 5501: RFID Einsatz im Behältermanagement
  - VDA 5509: AutoID/RFID-Einsatz und Datentransfer zur Verfolgung von Bauteilen und Komponenten in der Fahrzeugentwicklung
  - VDA 5510: RFID zur Verfolgung von Teilen und Baugruppen
  - VDA 5520: RFID-Einsatz in der Fahrzeugdistribution
- Müllentsorgung
  - Trovan
  - BDE VKI (Abwandlung ISO 11784 / 11785)[58]
- Tier-Identifizierung
  - ISO 11784
  - ISO 11785: FDX, HDX, SEQ
  - ISO 14223: advanced transponders
- Contactless Smartcards
  - ISO/IEC 10536: close coupling Smartcards (Reichweite bis 1 cm)
  - ISO/IEC 14443: proximity coupling Smartcards (Reichweite bis 10 cm)
  - ISO/IEC 15693: vicinity Smartcards (Reichweite bis 1 m)
  - ISO/IEC 10373: Testmethoden für Smartcards
- DIN 69873/ISO 69873: Datenträger für Werkzeuge und Spannzeuge; Maße für Datenträger und deren Einbauraum
- Container-Identifizierung (Logistikbereich)
  - ISO 10374: Container-Identifizierung (Logistikbereich)
  - ISO 10374.2: „Freight Container –Automatic Identification“ das sog. licence plate
  - ISO 17363: „Supply Chain application of RFID – Freight Containers“ das sog. shipment tag
  - ISO 18185: „Freight Container – Electronic Seals“ das sog. eSeal (elektronische Siegel)
- VDI 4470: Diebstahlsicherung für Waren (EAS)
- VDI 4472: Anforderungen an Transpondersysteme zum Einsatz in der Supply Chain
  - Blatt 1: Einsatz der Transpondertechnologie (Allgemeiner Teil)
  - Blatt 2: Einsatz der Transpondertechnologie in der textilen Kette (HF-Systeme)
  - Blatt 4: Kosten-Nutzenbewertung von RFID-Systemen in der Logistik
  - Blatt 5: Einsatz der Transpondertechnologie in der Mehrweglogistik
  - Blatt 8: Leitfaden für das Management von RFID-Projekten
  - Blatt 10: Abnahmeverfahren zur Überprüfung der Leistungsfähigkeit von RFID-Systemenbereich
  - Blatt 12: Einsatz der Transpondertechnologie zur Unterstützung der Rückverfolgbarkeit am Beispiel der automobilen Supply-Chain
- Item Management (Verwaltung von Gegenständen)
  - ISO/IEC 18000 Information technology — Radio frequency identification for item management:
    - Part 1: Reference architecture and definition of parameters to be standardized
    - Part 2: Parameters for air interface communications below 135 kHz
    - Part 3: Parameters for air interface communications at 13,56 MHz
    - Part 4: Parameters for air interface communications at 2,45 GHz
    - Part 6: Parameters for air interface communications at 860 MHz to 960 MHz
    - Part 7: Parameters for active air interface communications at 433 MHz
- Datenstrukturen und Reader-Kommunikationsprotokolle
  - EPCglobal (Electronic Product Code)
  - ISO/IEC 15961 AIDC RFID Data Protocol – Application interface
  - ISO/IEC 15962 AIDC RFID Data Protocol – Encoding Rules

## Bedenken und Kritik
Ein RFID-Kennzeichen ist zunächst ein offenes – also für alle mit der nötigen Technik Ausgerüsteten lesbares – individuelles Kennzeichen. Im Zusammenhang mit Bedenken zu RFID-Chips wird daher von „Spychips“ gesprochen.

### Technische Begrenzungen
Die Beschränkung der RFID-Technik ist an der technisch nutzbaren Reichweite und an der ausgewählten festen Information zu erkennen. RFID-Chips liefern keine Information über den genauen Ort (Position), die Orientierung (Richtung) und Bewegung (Geschwindigkeit), sondern die Identität des Kennzeichens ohne weitere Information über den Träger des Kennzeichens.

### Bewegungsprofil
Ortsinformationen erhält man aber immer indirekt über die Kenntnis des Standorts des Lesegerätes. An tragbaren Gegenständen angebrachte und so von Personen mit sich geführte RFIDs sind eine Gefahr für die informationelle Selbstbestimmung, da die ausgelesenen Daten bei Kenntnis des Zusammenhangs personenbeziehbar sind (siehe unten). In dieser Hinsicht gleichen RFID einem eingeschalteten Mobiltelefon, dessen Standort ungefähr anhand der nächstgelegenen Funkzelle ermittelt werden kann. Aufgrund der vergleichsweise geringen Reichweite von wenigen Metern bei passiven RFID-Chips ist die Standortbestimmung in dem Moment des Auslesens aber wesentlich genauer, sogar noch genauer als bei ziviler Nutzung von GPS. Anhand strategisch geschickter Platzierung von mehreren Lesegeräten an diversen Verkehrs-Knotenpunkten, Engpässen, Türen und dergleichen ließe sich auch ein zeitlich und räumlich relativ genaues Bewegungsprofil erstellen. Dabei besteht die Gefahr für die informationelle Selbstbestimmung insbesondere aus dem Umstand, dass viele RFID versteckt angebracht sind, der Träger also nicht weiß, dass er sie mitführt, in Kombination mit einem völlig unbemerkten Auslesevorgang.
Bei den Protesten in Hongkong 2019/2020 wurden RFID-Abschirmmaßnahmen der Demonstranten als Beispiel für die Technisierung der Proteste angeführt.

### Gefahren des Verlustes der informationellen Selbstbestimmung

Logo der StopRFID-Kampagne

Die Gefahr der RFID-Technik liegt zum Beispiel im Verlust der informationellen Selbstbestimmung, d. h. die einzelne Person hat durch die „versteckten“ Sender keinen Einfluss mehr darauf, welche Informationen preisgegeben werden. Deshalb ist der bevorstehende massenhafte Einsatz von RFID-Transpondern unter Datenschutz-Gesichtspunkten problematisch. Um dem zu entgehen, schlagen manche Kritiker die Zerstörung der RFID-Transponder nach dem Kauf vor. Dies könnte (ähnlich wie bei der Deaktivierung der Diebstahlsicherung) an der Kasse geschehen. Ein Nachweis, dass ein Transponder wirklich zerstört bzw. sein Speicher wirklich gelöscht wurde, ist für den Verbraucher in der Regel nicht möglich. Deshalb wird die Technik häufig auch abwertend als Schnüffelchip oder Schnüffel-Chip bezeichnet.
Weiterhin ist die Integration zusätzlicher, nicht dokumentierter Speicherzellen oder Transponder denkbar. Für den Verbraucher wird ein RFID-Transponder so zur Black Box, weshalb manche eine lückenlose Überwachung des gesamten Produktionsprozesses fordern.
2003 hatte der Metro-Konzern einen Teil seiner Kundenkarten mit RFID-Transpondern ausgestattet, ohne seine Kunden darauf hinzuweisen. Der Konzern wurde daraufhin mit der Negativ-Auszeichnung Big Brother Award bedacht. Metro setzt seine RFID-Versuche in seinem Future Store zwar fort, tauschte die betreffenden Kundenkarten jedoch um. Dies bewerten Datenschutz-Aktivisten als Folge ihrer Proteste. Generell kann sich ein Kunde gegen solche Praktiken erfolgreich wehren, wenn sie nicht heimlich geschehen. 2007 erhielt die Deutsche Bahn AG den genannten Big Brother Award, weil sie weiterhin – ohne die Kunden zu informieren – die BahnCard 100 mit RFID-Chips ausstattete.

### Angriffs- bzw. Schutzszenarien
- Man kann versuchen zu verhindern, dass die RFID-Transponder ihre Energie erhalten. Dazu kann man beispielsweise die Batterie herausnehmen oder die RFID-Transponder in einen Faradayschen Käfig stecken. Wenn RFID-Transponder induktiv auf tiefen Frequenzen um 100 kHz ankoppeln, kann eine Abschirmung aus magnetisierbaren Materialien wie Eisen oder Mu-Metall verwendet werden. Bei hohen Frequenzen über 1 MHz genügt Umwickeln mit dünner Alufolie.
- Bei größeren RFID-Transpondern kann man im Röntgenbild die Spiralen der Antenne deutlich erkennen. Wird sie an einer Stelle durchtrennt, funktioniert der RFID-Transponder nicht mehr.
- Die Induktivität einer Spulenantenne ist meist mit einem integrierten Kondensator auf die Arbeitsfrequenz abgestimmt (Schwingkreis). Durch Überkleben mit Alufolie wird die Resonanzfrequenz sehr deutlich erhöht und die Reichweite entsprechend verringert.
- Ein elektromagnetischer Impuls auf Transponder und Antenne zerstört diese ebenfalls und macht sie unbrauchbar. Als Beispiel dafür wurde auf dem Chaos Communication Congress 2005 der RFID-Zapper vorgestellt. Hierbei handelt es sich um ein Gerät, welches RFID-Transponder mittels eines elektromagnetischen Impulses deaktiviert. Auch die hohe Feldstärke eines Mikrowellenherds zerstört die Elektronik, allerdings unter dem Risiko der Beschädigung des Trägermaterials (z. B. einer Kundenkarte).
- Aufwändig: Durch Aussendung eines Störsignals – bevorzugt auf der Frequenz, auf der auch der RFID-Transponder sendet – können die recht schwachen Signale des RFID-Transponders nicht mehr empfangen werden. Dieser Störsender kann aber seinerseits geortet werden.
- Die Übertragung kann auch gestört werden, indem man eine große Zahl (mehrere hundert bis tausend) RFID-Transponder auf einen gemeinsamen Träger (Gehäuse) setzt. Wird das dadurch entstehende Gerät („Jamming-Device“) in den Lesebereich eines Lesegeräts gebracht, antworten die Tags alle gleichzeitig. Selbst wenn das Lesegerät mit Antikollisionsverfahren arbeitet, ist es bei einer derart großen Zahl von Transpondern doch überfordert und auch nicht mehr in der Lage, „echte“ RFID-Tags (z. B. an Waren) zu erkennen. Solche Jamming-Vorrichtungen können als MP3-Player, Mobiltelefone usw. getarnt sein.
- Kaum effektiv: Wie beim Telefon (per Draht oder drahtlos) kann man auch RFID-Signale ausspähen. Auf diese Weise kann man bestenfalls mitlesen, was der RFID gerade zurücksendet.
- Extrem aufwändig: RFID-Signale können manipuliert werden. Bei einem Speicherchip zur Authentifizierung werden daher auch Verschlüsselungsmethoden eingesetzt.
- Auf der IEEE Conference of Pervasive computing 2006 (Percom) in Pisa stellten Wissenschaftler um Andrew S. Tanenbaum eine Methode vor, wie mit Hilfe von manipulierten RFID-Chips die Back-end-Datenbanken von RFID-Systemen kompromittiert werden können. Sie bezeichnen ihre Arbeit selbst als weltweit ersten RFID-Virus seiner Art.[64] Diese Darstellung wird allerdings mittlerweile von verschiedenen Stellen als zu theoretisch konstruiert angesehen.[65]

### Umwelt und Recycling
Auf Umverpackungen aufgebrachte RFID-Tags können nach derzeitigem Kenntnisstand nicht so gut recycelt werden wie Umverpackungen ohne RFID-Tags. Sortenreines Verpackungsmaterial wie Altglas, Altpapier oder Kunststoff kann durch die schwierig abzutrennenden RFID-Chips aus Kupfer und weiteren Metallen verunreinigt werden. Mögliche Risiken von Verunreinigungen des Recyclingmaterials durch RFID-Chips können aufwändigeres Recycling oder mindere Qualität der entstehenden Rohstoffe bedeuten.
Derzeit gibt es keine Regeln zur Entsorgung der Transponder als Elektronikschrott beim Masseneinsatz wie beispielsweise bei Supermarktartikeln. Unter anderem wird an neuen Materialien (z. B. auf Polymerbasis) geforscht, was zur weiteren Senkung der Herstellungskosten sowie der Erschließung neuer Einsatzgebiete (z. B. in Ausweisen und Kleidung eingearbeitete Transponder) dienen soll.
Ein weiterer Punkt ist der Ressourcenverbrauch von RFID-Transpondern. Kostbare Edelmetalle gehen mit ihnen diffus auf Deponien und in Müllverbrennungsanlagen verloren. Obwohl ein einziger Transponder nur eine geringe Menge Edelmetall enthält, würde durch eine große Anzahl von Chips (z. B. in Lebensmittelverpackungen) der Ressourcenverbrauch erheblich steigen.

### Störung der Medizintechnik durch RFID
Im Journal of the American Medical Association wurde im Juni 2008 eine Studie veröffentlicht, die nachweist, dass zahlreiche diagnostische Messungen durch die zur Auslesung erforderlichen elektromagnetischen Wellen von RFID verfälscht werden. Geräte der Medizintechnik, die in jeder gut ausgestatteten Intensivmedizin-Station vorhanden sind, reagierten unterschiedlich empfindlich mit Messwert-Verzerrungen. „In einer Entfernung von einem Zentimeter bis sechs Metern kam es bei 34 von 123 Tests zu einer Fehlfunktion der medizinischen Geräte. In 22 Fällen wurden diese Störungen als gefährlich beurteilt, weil Beatmungsgeräte ausfielen oder selbsttätig die Atemfrequenz veränderten, weil Infusionspumpen stoppten oder externe Schrittmacher den Dienst versagten, weil ein Dialysegerät ausfiel oder der EKG-Monitor eine nicht vorhandene Rhythmusstörung anzeigte.“